# Lista de asteroides (384001-385000)
Esta é uma lista parcial de asteroides, do asteroide número 384001 até o 385000, inclusive. Veja também o índice com todas as listas disponíveis.

| Objeto Próximos à Terra | Cinturão de asteroides (interno) | Cinturão de asteroides (externo) | Centauro       |
| Cruzador de Marte       | Cinturão de asteroides (meio)    | Troianos de Júpiter              | Transnetuniano |

Veja mais dados de cada asteroide na ligação externa para o Minor Planet Center na última coluna.
Índice: 384001... 384101... 384201... 384301... 384401... 384501... 384601... 384701... 384801... 384901... 

## 384001–384100
| Designação | Designação | Descoberta  | Descoberta        | Descobridor(es)     | Categoria | Mais informações / Referência |
| Permanente | Provisória | Data        | Local             | Descobridor(es)     | Categoria | Mais informações / Referência |
| ---------- | ---------- | ----------- | ----------------- | ------------------- | --------- | ----------------------------- |
| 384001     | 2008 UP24  | 20 out 2008 | Kitt Peak         | Spacewatch          | —         | MPC                           |
| 384002     | 2008 UB34  | 20 out 2008 | Kitt Peak         | Spacewatch          | —         | MPC                           |
| 384003     | 2008 UA37  | 20 out 2008 | Kitt Peak         | Spacewatch          | —         | MPC                           |
| 384004     | 2008 UW37  | 19 set 2003 | Kitt Peak         | Spacewatch          | —         | MPC                           |
| 384005     | 2008 UT45  | 20 out 2008 | Mount Lemmon      | Mount Lemmon Survey | —         | MPC                           |
| 384006     | 2008 UA51  | 20 out 2008 | Mount Lemmon      | Mount Lemmon Survey | —         | MPC                           |
| 384007     | 2008 UX52  | 20 out 2008 | Mount Lemmon      | Mount Lemmon Survey | —         | MPC                           |
| 384008     | 2008 UZ55  | 23 set 2008 | Kitt Peak         | Spacewatch          | Phocaea   | MPC                           |
| 384009     | 2008 UV64  | 21 out 2008 | Kitt Peak         | Spacewatch          | —         | MPC                           |
| 384010     | 2008 UZ64  | 1 out 2003  | Kitt Peak         | Spacewatch          | —         | MPC                           |
| 384011     | 2008 UG65  | 21 out 2008 | Kitt Peak         | Spacewatch          | —         | MPC                           |
| 384012     | 2008 UA67  | 21 out 2008 | Kitt Peak         | Spacewatch          | —         | MPC                           |
| 384013     | 2008 UG67  | 21 out 2008 | Kitt Peak         | Spacewatch          | —         | MPC                           |
| 384014     | 2008 UL67  | 21 out 2008 | Kitt Peak         | Spacewatch          | —         | MPC                           |
| 384015     | 2008 UL73  | 21 out 2008 | Kitt Peak         | Spacewatch          | —         | MPC                           |
| 384016     | 2008 UO73  | 21 out 2008 | Kitt Peak         | Spacewatch          | Maria     | MPC                           |
| 384017     | 2008 UN84  | 23 out 2008 | Kitt Peak         | Spacewatch          | —         | MPC                           |
| 384018     | 2008 UH88  | 8 out 2008  | Kitt Peak         | Spacewatch          | —         | MPC                           |
| 384019     | 2008 UL92  | 29 set 2008 | Catalina          | CSS                 | —         | MPC                           |
| 384020     | 2008 UO95  | 22 out 2008 | Lulin Observatory | LUSS                | —         | MPC                           |
| 384021     | 2008 UF97  | 25 out 2008 | Socorro           | LINEAR              | —         | MPC                           |
| 384022     | 2008 UN99  | 24 set 2008 | Mount Lemmon      | Mount Lemmon Survey | —         | MPC                           |
| 384023     | 2008 UE100 | 27 out 2008 | Bisei SG Center   | BATTeRS             | —         | MPC                           |
| 384024     | 2008 UJ102 | 6 out 2008  | Kitt Peak         | Spacewatch          | —         | MPC                           |
| 384025     | 2008 UE110 | 22 out 2008 | Kitt Peak         | Spacewatch          | —         | MPC                           |
| 384026     | 2008 UT113 | 22 out 2008 | Kitt Peak         | Spacewatch          | —         | MPC                           |
| 384027     | 2008 UA116 | 22 out 2008 | Kitt Peak         | Spacewatch          | —         | MPC                           |
| 384028     | 2008 UE119 | 22 out 2008 | Kitt Peak         | Spacewatch          | —         | MPC                           |
| 384029     | 2008 UO122 | 22 out 2008 | Kitt Peak         | Spacewatch          | —         | MPC                           |
| 384030     | 2008 UK128 | 22 out 2008 | Kitt Peak         | Spacewatch          | —         | MPC                           |
| 384031     | 2008 UC142 | 2 out 2008  | Mount Lemmon      | Mount Lemmon Survey | Brangane  | MPC                           |
| 384032     | 2008 UF148 | 23 out 2008 | Kitt Peak         | Spacewatch          | —         | MPC                           |
| 384033     | 2008 UY154 | 23 out 2008 | Mount Lemmon      | Mount Lemmon Survey | —         | MPC                           |
| 384034     | 2008 UM155 | 8 abr 2002  | Kitt Peak         | Spacewatch          | —         | MPC                           |
| 384035     | 2008 UW156 | 23 out 2008 | Mount Lemmon      | Mount Lemmon Survey | —         | MPC                           |
| 384036     | 2008 UL166 | 24 out 2008 | Kitt Peak         | Spacewatch          | —         | MPC                           |
| 384037     | 2008 UV170 | 24 out 2008 | Kitt Peak         | Spacewatch          | —         | MPC                           |
| 384038     | 2008 UP172 | 24 out 2008 | Kitt Peak         | Spacewatch          | —         | MPC                           |
| 384039     | 2008 UE178 | 22 set 2008 | Kitt Peak         | Spacewatch          | —         | MPC                           |
| 384040     | 2008 UF182 | 24 out 2008 | Mount Lemmon      | Mount Lemmon Survey | Themis    | MPC                           |
| 384041     | 2008 UO189 | 25 out 2008 | Mount Lemmon      | Mount Lemmon Survey | —         | MPC                           |
| 384042     | 2008 UU193 | 25 out 2008 | Mount Lemmon      | Mount Lemmon Survey | —         | MPC                           |
| 384043     | 2008 UT194 | 22 set 2008 | Mount Lemmon      | Mount Lemmon Survey | —         | MPC                           |
| 384044     | 2008 UD203 | 28 out 2008 | Socorro           | LINEAR              | —         | MPC                           |
| 384045     | 2008 UY204 | 26 out 2008 | Tzec Maun         | R. Apitzsch         | —         | MPC                           |
| 384046     | 2008 UH205 | 6 set 2008  | Siding Spring     | SSS                 | —         | MPC                           |
| 384047     | 2008 UR207 | 23 out 2008 | Kitt Peak         | Spacewatch          | —         | MPC                           |
| 384048     | 2008 UR215 | 24 out 2008 | Catalina          | CSS                 | —         | MPC                           |
| 384049     | 2008 UW217 | 25 out 2008 | Kitt Peak         | Spacewatch          | —         | MPC                           |
| 384050     | 2008 UE234 | 26 out 2008 | Mount Lemmon      | Mount Lemmon Survey | —         | MPC                           |
| 384051     | 2008 UX241 | 1 out 2008  | Catalina          | CSS                 | —         | MPC                           |
| 384052     | 2008 UD248 | 26 out 2008 | Kitt Peak         | Spacewatch          | —         | MPC                           |
| 384053     | 2008 UK256 | 27 out 2008 | Kitt Peak         | Spacewatch          | Eos       | MPC                           |
| 384054     | 2008 UJ265 | 28 out 2008 | Kitt Peak         | Spacewatch          | —         | MPC                           |
| 384055     | 2008 UZ271 | 28 out 2008 | Kitt Peak         | Spacewatch          | —         | MPC                           |
| 384056     | 2008 UU274 | 28 out 2008 | Kitt Peak         | Spacewatch          | —         | MPC                           |
| 384057     | 2008 UA276 | 28 out 2008 | Mount Lemmon      | Mount Lemmon Survey | —         | MPC                           |
| 384058     | 2008 UH280 | 8 out 2008  | Catalina          | CSS                 | —         | MPC                           |
| 384059     | 2008 UE288 | 28 out 2008 | Mount Lemmon      | Mount Lemmon Survey | —         | MPC                           |
| 384060     | 2008 UB289 | 26 set 2008 | Kitt Peak         | Spacewatch          | —         | MPC                           |
| 384061     | 2008 UK301 | 16 abr 2007 | Siding Spring     | SSS                 | —         | MPC                           |
| 384062     | 2008 UD304 | 29 out 2008 | Kitt Peak         | Spacewatch          | —         | MPC                           |
| 384063     | 2008 UA317 | 30 out 2008 | Kitt Peak         | Spacewatch          | —         | MPC                           |
| 384064     | 2008 UV317 | 18 set 2003 | Kitt Peak         | Spacewatch          | —         | MPC                           |
| 384065     | 2008 UL336 | 22 out 2008 | Kitt Peak         | Spacewatch          | —         | MPC                           |
| 384066     | 2008 UA337 | 20 out 2008 | Kitt Peak         | Spacewatch          | —         | MPC                           |
| 384067     | 2008 UG337 | 20 out 2008 | Kitt Peak         | Spacewatch          | —         | MPC                           |
| 384068     | 2008 UC338 | 20 out 2008 | Kitt Peak         | Spacewatch          | —         | MPC                           |
| 384069     | 2008 UQ340 | 24 out 2008 | Catalina          | CSS                 | —         | MPC                           |
| 384070     | 2008 UG353 | 20 out 2008 | Mount Lemmon      | Mount Lemmon Survey | —         | MPC                           |
| 384071     | 2008 UN356 | 23 out 2008 | Kitt Peak         | Spacewatch          | —         | MPC                           |
| 384072     | 2008 UG361 | 24 set 2008 | Catalina          | CSS                 | —         | MPC                           |
| 384073     | 2008 UZ367 | 28 out 2008 | Socorro           | LINEAR              | —         | MPC                           |
| 384074     | 2008 VM14  | 7 nov 2008  | Andrushivka       | Andrushivka Obs.    | —         | MPC                           |
| 384075     | 2008 VX14  | 9 nov 2008  | Desert Moon       | B. L. Stevens       | —         | MPC                           |
| 384076     | 2008 VH24  | 1 nov 2008  | Kitt Peak         | Spacewatch          | —         | MPC                           |
| 384077     | 2008 VK26  | 25 out 2008 | Kitt Peak         | Spacewatch          | —         | MPC                           |
| 384078     | 2008 VM35  | 2 nov 2008  | Kitt Peak         | Spacewatch          | Eos       | MPC                           |
| 384079     | 2008 VA41  | 3 nov 2008  | Kitt Peak         | Spacewatch          | —         | MPC                           |
| 384080     | 2008 VC50  | 8 out 2008  | Mount Lemmon      | Mount Lemmon Survey | —         | MPC                           |
| 384081     | 2008 VD50  | 4 nov 2008  | Catalina          | CSS                 | —         | MPC                           |
| 384082     | 2008 VF50  | 4 nov 2008  | Catalina          | CSS                 | —         | MPC                           |
| 384083     | 2008 VJ53  | 23 out 2008 | Kitt Peak         | Spacewatch          | —         | MPC                           |
| 384084     | 2008 VV54  | 6 nov 2008  | Mount Lemmon      | Mount Lemmon Survey | —         | MPC                           |
| 384085     | 2008 VR60  | 8 nov 2008  | Mount Lemmon      | Mount Lemmon Survey | —         | MPC                           |
| 384086     | 2008 VF63  | 8 nov 2008  | Kitt Peak         | Spacewatch          | —         | MPC                           |
| 384087     | 2008 VZ67  | 7 nov 2008  | Mount Lemmon      | Mount Lemmon Survey | —         | MPC                           |
| 384088     | 2008 VV69  | 4 nov 2008  | Kitt Peak         | Spacewatch          | —         | MPC                           |
| 384089     | 2008 VZ74  | 6 nov 2008  | Catalina          | CSS                 | —         | MPC                           |
| 384090     | 2008 VF76  | 1 nov 2008  | Mount Lemmon      | Mount Lemmon Survey | —         | MPC                           |
| 384091     | 2008 VQ76  | 1 nov 2008  | Mount Lemmon      | Mount Lemmon Survey | —         | MPC                           |
| 384092     | 2008 VW76  | 2 nov 2008  | Mount Lemmon      | Mount Lemmon Survey | Maria     | MPC                           |
| 384093     | 2008 VD78  | 7 nov 2008  | Mount Lemmon      | Mount Lemmon Survey | —         | MPC                           |
| 384094     | 2008 WE5   | 17 nov 2008 | Kitt Peak         | Spacewatch          | —         | MPC                           |
| 384095     | 2008 WR17  | 17 nov 2008 | Kitt Peak         | Spacewatch          | —         | MPC                           |
| 384096     | 2008 WL30  | 19 nov 2008 | Mount Lemmon      | Mount Lemmon Survey | —         | MPC                           |
| 384097     | 2008 WC35  | 1 out 2008  | Kitt Peak         | Spacewatch          | —         | MPC                           |
| 384098     | 2008 WU39  | 17 nov 2008 | Kitt Peak         | Spacewatch          | —         | MPC                           |
| 384099     | 2008 WV41  | 17 nov 2008 | Kitt Peak         | Spacewatch          | —         | MPC                           |
| 384100     | 2008 WD42  | 17 nov 2008 | Kitt Peak         | Spacewatch          | —         | MPC                           |

## 384101–384200
| Designação | Designação | Descoberta  | Descoberta      | Descobridor(es)        | Categoria | Mais informações / Referência |
| Permanente | Provisória | Data        | Local           | Descobridor(es)        | Categoria | Mais informações / Referência |
| ---------- | ---------- | ----------- | --------------- | ---------------------- | --------- | ----------------------------- |
| 384101     | 2008 WW45  | 17 nov 2008 | Kitt Peak       | Spacewatch             | —         | MPC                           |
| 384102     | 2008 WT47  | 17 nov 2008 | Kitt Peak       | Spacewatch             | —         | MPC                           |
| 384103     | 2008 WO49  | 18 nov 2008 | Catalina        | CSS                    | —         | MPC                           |
| 384104     | 2008 WR70  | 18 nov 2008 | Kitt Peak       | Spacewatch             | —         | MPC                           |
| 384105     | 2008 WR82  | 7 nov 2008  | Mount Lemmon    | Mount Lemmon Survey    | —         | MPC                           |
| 384106     | 2008 WY82  | 20 nov 2008 | Kitt Peak       | Spacewatch             | Eos       | MPC                           |
| 384107     | 2008 WE90  | 22 nov 2008 | Kitt Peak       | Spacewatch             | —         | MPC                           |
| 384108     | 2008 WV91  | 23 nov 2008 | Mount Lemmon    | Mount Lemmon Survey    | —         | MPC                           |
| 384109     | 2008 WS93  | 26 nov 2008 | Črni Vrh        | Črni Vrh               | —         | MPC                           |
| 384110     | 2008 WF94  | 24 nov 2008 | Sierra Stars    | W. G. Dillon, D. Wells | Themis    | MPC                           |
| 384111     | 2008 WJ95  | 23 nov 2008 | Socorro         | LINEAR                 | —         | MPC                           |
| 384112     | 2008 WV97  | 19 nov 2008 | Catalina        | CSS                    | —         | MPC                           |
| 384113     | 2008 WF127 | 30 nov 2008 | Mount Lemmon    | Mount Lemmon Survey    | —         | MPC                           |
| 384114     | 2008 WK129 | 20 nov 2008 | Mount Lemmon    | Mount Lemmon Survey    | —         | MPC                           |
| 384115     | 2008 WR133 | 18 nov 2008 | Catalina        | CSS                    | Eos       | MPC                           |
| 384116     | 2008 WD134 | 19 nov 2008 | Mount Lemmon    | Mount Lemmon Survey    | —         | MPC                           |
| 384117     | 2008 WK137 | 22 nov 2008 | Kitt Peak       | Spacewatch             | —         | MPC                           |
| 384118     | 2008 WP139 | 23 nov 2008 | Mount Lemmon    | Mount Lemmon Survey    | —         | MPC                           |
| 384119     | 2008 WV140 | 19 nov 2008 | Catalina        | CSS                    | —         | MPC                           |
| 384120     | 2008 WJ141 | 22 nov 2008 | Mount Lemmon    | Mount Lemmon Survey    | —         | MPC                           |
| 384121     | 2008 XP1   | 2 dez 2008  | Socorro         | LINEAR                 | —         | MPC                           |
| 384122     | 2008 XL32  | 2 dez 2008  | Kitt Peak       | Spacewatch             | —         | MPC                           |
| 384123     | 2008 XC42  | 24 nov 2008 | Kitt Peak       | Spacewatch             | Maria     | MPC                           |
| 384124     | 2008 XH47  | 1 dez 2008  | Kitt Peak       | Spacewatch             | —         | MPC                           |
| 384125     | 2008 XF49  | 7 dez 2008  | Mount Lemmon    | Mount Lemmon Survey    | —         | MPC                           |
| 384126     | 2008 YN11  | 21 dez 2008 | Kitt Peak       | Spacewatch             | —         | MPC                           |
| 384127     | 2008 YG49  | 29 dez 2008 | Mount Lemmon    | Mount Lemmon Survey    | Ursula    | MPC                           |
| 384128     | 2008 YR58  | 30 dez 2008 | Kitt Peak       | Spacewatch             | —         | MPC                           |
| 384129     | 2008 YZ65  | 31 dez 2008 | Kitt Peak       | Spacewatch             | —         | MPC                           |
| 384130     | 2008 YW69  | 29 dez 2008 | Mount Lemmon    | Mount Lemmon Survey    | Ursula    | MPC                           |
| 384131     | 2008 YJ75  | 30 dez 2008 | Mount Lemmon    | Mount Lemmon Survey    | —         | MPC                           |
| 384132     | 2008 YZ83  | 31 dez 2008 | Kitt Peak       | Spacewatch             | —         | MPC                           |
| 384133     | 2008 YA86  | 29 dez 2008 | Kitt Peak       | Spacewatch             | Maria     | MPC                           |
| 384134     | 2008 YS87  | 29 dez 2008 | Kitt Peak       | Spacewatch             | —         | MPC                           |
| 384135     | 2008 YC91  | 29 dez 2008 | Kitt Peak       | Spacewatch             | —         | MPC                           |
| 384136     | 2008 YR97  | 29 dez 2008 | Mount Lemmon    | Mount Lemmon Survey    | —         | MPC                           |
| 384137     | 2008 YU99  | 29 dez 2008 | Kitt Peak       | Spacewatch             | —         | MPC                           |
| 384138     | 2008 YY103 | 29 dez 2008 | Kitt Peak       | Spacewatch             | —         | MPC                           |
| 384139     | 2008 YM106 | 29 dez 2008 | Kitt Peak       | Spacewatch             | —         | MPC                           |
| 384140     | 2008 YU117 | 29 dez 2008 | Mount Lemmon    | Mount Lemmon Survey    | —         | MPC                           |
| 384141     | 2008 YA118 | 29 dez 2008 | Mount Lemmon    | Mount Lemmon Survey    | —         | MPC                           |
| 384142     | 2008 YQ129 | 16 mai 2005 | Mount Lemmon    | Mount Lemmon Survey    | Ursula    | MPC                           |
| 384143     | 2008 YV134 | 30 dez 2008 | Kitt Peak       | Spacewatch             | —         | MPC                           |
| 384144     | 2008 YJ137 | 30 dez 2008 | Kitt Peak       | Spacewatch             | —         | MPC                           |
| 384145     | 2008 YR138 | 30 dez 2008 | Mount Lemmon    | Mount Lemmon Survey    | —         | MPC                           |
| 384146     | 2008 YX151 | 22 dez 2008 | Mount Lemmon    | Mount Lemmon Survey    | Brangane  | MPC                           |
| 384147     | 2008 YG152 | 22 dez 2008 | Kitt Peak       | Spacewatch             | —         | MPC                           |
| 384148     | 2008 YD154 | 21 dez 2008 | Kitt Peak       | Spacewatch             | —         | MPC                           |
| 384149     | 2008 YK165 | 30 dez 2008 | Catalina        | CSS                    | —         | MPC                           |
| 384150     | 2008 YF171 | 22 dez 2008 | Catalina        | CSS                    | —         | MPC                           |
| 384151     | 2009 AO13  | 2 jan 2009  | Mount Lemmon    | Mount Lemmon Survey    | Brangane  | MPC                           |
| 384152     | 2009 AQ13  | 22 dez 2008 | Kitt Peak       | Spacewatch             | —         | MPC                           |
| 384153     | 2009 AV14  | 2 jan 2009  | Mount Lemmon    | Mount Lemmon Survey    | —         | MPC                           |
| 384154     | 2009 AH20  | 2 jan 2009  | Mount Lemmon    | Mount Lemmon Survey    | —         | MPC                           |
| 384155     | 2009 AJ24  | 24 mai 2006 | Mount Lemmon    | Mount Lemmon Survey    | —         | MPC                           |
| 384156     | 2009 AF25  | 1 jan 2009  | Mount Lemmon    | Mount Lemmon Survey    | —         | MPC                           |
| 384157     | 2009 AV26  | 2 jan 2009  | Kitt Peak       | Spacewatch             | —         | MPC                           |
| 384158     | 2009 AK27  | 2 jan 2009  | Kitt Peak       | Spacewatch             | —         | MPC                           |
| 384159     | 2009 AS32  | 15 jan 2009 | Kitt Peak       | Spacewatch             | —         | MPC                           |
| 384160     | 2009 AS33  | 15 jan 2009 | Kitt Peak       | Spacewatch             | —         | MPC                           |
| 384161     | 2009 AO35  | 15 jan 2009 | Kitt Peak       | Spacewatch             | —         | MPC                           |
| 384162     | 2009 AP43  | 1 jan 2009  | Kitt Peak       | Spacewatch             | —         | MPC                           |
| 384163     | 2009 AH47  | 2 jan 2009  | Mount Lemmon    | Mount Lemmon Survey    | —         | MPC                           |
| 384164     | 2009 AH49  | 1 jan 2009  | Kitt Peak       | Spacewatch             | —         | MPC                           |
| 384165     | 2009 BB10  | 21 jan 2009 | Sandlot         | G. Hug                 | —         | MPC                           |
| 384166     | 2009 BR20  | 2 jan 2009  | Mount Lemmon    | Mount Lemmon Survey    | —         | MPC                           |
| 384167     | 2009 BO25  | 19 jan 2009 | Mount Lemmon    | Mount Lemmon Survey    | —         | MPC                           |
| 384168     | 2009 BR29  | 16 jan 2009 | Kitt Peak       | Spacewatch             | —         | MPC                           |
| 384169     | 2009 BW30  | 16 jan 2009 | Kitt Peak       | Spacewatch             | —         | MPC                           |
| 384170     | 2009 BK31  | 16 jan 2009 | Kitt Peak       | Spacewatch             | Brangane  | MPC                           |
| 384171     | 2009 BC35  | 16 jan 2009 | Kitt Peak       | Spacewatch             | —         | MPC                           |
| 384172     | 2009 BH35  | 1 jan 2009  | Mount Lemmon    | Mount Lemmon Survey    | —         | MPC                           |
| 384173     | 2009 BL41  | 16 jan 2009 | Kitt Peak       | Spacewatch             | —         | MPC                           |
| 384174     | 2009 BK44  | 16 jan 2009 | Kitt Peak       | Spacewatch             | —         | MPC                           |
| 384175     | 2009 BN44  | 16 jan 2009 | Kitt Peak       | Spacewatch             | —         | MPC                           |
| 384176     | 2009 BM49  | 16 jan 2009 | Mount Lemmon    | Mount Lemmon Survey    | —         | MPC                           |
| 384177     | 2009 BQ51  | 16 jan 2009 | Mount Lemmon    | Mount Lemmon Survey    | —         | MPC                           |
| 384178     | 2009 BK52  | 16 jan 2009 | Kitt Peak       | Spacewatch             | —         | MPC                           |
| 384179     | 2009 BK56  | 17 jan 2009 | Kitt Peak       | Spacewatch             | Brangane  | MPC                           |
| 384180     | 2009 BS67  | 20 jan 2009 | Kitt Peak       | Spacewatch             | —         | MPC                           |
| 384181     | 2009 BH70  | 25 jan 2009 | Catalina        | CSS                    | Brangane  | MPC                           |
| 384182     | 2009 BK75  | 23 jan 2009 | Purple Mountain | PMO NEO                | —         | MPC                           |
| 384183     | 2009 BC76  | 18 jan 2009 | Mount Lemmon    | Mount Lemmon Survey    | —         | MPC                           |
| 384184     | 2009 BN83  | 20 jan 2009 | Catalina        | CSS                    | —         | MPC                           |
| 384185     | 2009 BX85  | 25 jan 2009 | Kitt Peak       | Spacewatch             | —         | MPC                           |
| 384186     | 2009 BT90  | 25 jan 2009 | Kitt Peak       | Spacewatch             | —         | MPC                           |
| 384187     | 2009 BR94  | 25 jan 2009 | Kitt Peak       | Spacewatch             | —         | MPC                           |
| 384188     | 2009 BS101 | 29 jan 2009 | Mount Lemmon    | Mount Lemmon Survey    | —         | MPC                           |
| 384189     | 2009 BJ103 | 29 dez 2008 | Mount Lemmon    | Mount Lemmon Survey    | —         | MPC                           |
| 384190     | 2009 BT106 | 28 jan 2009 | Catalina        | CSS                    | —         | MPC                           |
| 384191     | 2009 BG107 | 28 jan 2009 | Catalina        | CSS                    | Juno      | MPC                           |
| 384192     | 2009 BH113 | 26 jan 2009 | Cerro Burek     | Alianza S4 Obs.        | —         | MPC                           |
| 384193     | 2009 BH117 | 29 jan 2009 | Mount Lemmon    | Mount Lemmon Survey    | —         | MPC                           |
| 384194     | 2009 BO118 | 30 jan 2009 | Mount Lemmon    | Mount Lemmon Survey    | —         | MPC                           |
| 384195     | 2009 BA131 | 31 jan 2009 | Mount Lemmon    | Mount Lemmon Survey    | Ursula    | MPC                           |
| 384196     | 2009 BZ132 | 31 jan 2009 | Siding Spring   | SSS                    | —         | MPC                           |
| 384197     | 2009 BP137 | 29 jan 2009 | Kitt Peak       | Spacewatch             | —         | MPC                           |
| 384198     | 2009 BP146 | 30 jan 2009 | Mount Lemmon    | Mount Lemmon Survey    | —         | MPC                           |
| 384199     | 2009 BK150 | 31 jan 2009 | Kitt Peak       | Spacewatch             | —         | MPC                           |
| 384200     | 2009 BZ153 | 31 jan 2009 | Kitt Peak       | Spacewatch             | —         | MPC                           |

## 384201–384300
| Designação           | Designação | Descoberta  | Descoberta      | Descobridor(es)     | Categoria | Mais informações / Referência |
| Permanente           | Provisória | Data        | Local           | Descobridor(es)     | Categoria | Mais informações / Referência |
| -------------------- | ---------- | ----------- | --------------- | ------------------- | --------- | ----------------------------- |
| 384201               | 2009 BW155 | 31 jan 2009 | Kitt Peak       | Spacewatch          | —         | MPC                           |
| 384202               | 2009 BK156 | 31 jan 2009 | Kitt Peak       | Spacewatch          | Brangane  | MPC                           |
| 384203               | 2009 BN168 | 18 jan 2009 | Kitt Peak       | Spacewatch          | —         | MPC                           |
| 384204               | 2009 BS172 | 18 jan 2009 | Mount Lemmon    | Mount Lemmon Survey | —         | MPC                           |
| 384205               | 2009 BE183 | 25 jan 2009 | Kitt Peak       | Spacewatch          | —         | MPC                           |
| 384206               | 2009 BB186 | 29 jan 2009 | Catalina        | CSS                 | —         | MPC                           |
| 384207               | 2009 BT186 | 25 jan 2009 | Kitt Peak       | Spacewatch          | —         | MPC                           |
| 384208               | 2009 BU186 | 25 jan 2009 | Kitt Peak       | Spacewatch          | —         | MPC                           |
| 384209               | 2009 BQ188 | 18 jan 2009 | Mount Lemmon    | Mount Lemmon Survey | —         | MPC                           |
| 384210               | 2009 CS6   | 19 jan 2009 | Mount Lemmon    | Mount Lemmon Survey | Brangane  | MPC                           |
| 384211               | 2009 CF29  | 1 fev 2009  | Kitt Peak       | Spacewatch          | —         | MPC                           |
| 384212               | 2009 CB30  | 1 fev 2009  | Kitt Peak       | Spacewatch          | —         | MPC                           |
| 384213               | 2009 CY31  | 1 fev 2009  | Kitt Peak       | Spacewatch          | Ursula    | MPC                           |
| 384214               | 2009 CJ32  | 1 fev 2009  | Kitt Peak       | Spacewatch          | —         | MPC                           |
| 384215               | 2009 CX38  | 13 fev 2009 | Kitt Peak       | Spacewatch          | —         | MPC                           |
| 384216               | 2009 CT49  | 14 fev 2009 | Mount Lemmon    | Mount Lemmon Survey | —         | MPC                           |
| 384217               | 2009 CN59  | 4 fev 2009  | Mount Lemmon    | Mount Lemmon Survey | —         | MPC                           |
| 384218               | 2009 CX60  | 14 fev 2009 | Kitt Peak       | Spacewatch          | —         | MPC                           |
| 384219               | 2009 CM63  | 11 nov 2002 | Kitt Peak       | Spacewatch          | —         | MPC                           |
| 384220               | 2009 DK4   | 21 fev 2009 | Catalina        | CSS                 | Juno      | MPC                           |
| 384221               | 2009 DN9   | 17 fev 2009 | Socorro         | LINEAR              | —         | MPC                           |
| 384222               | 2009 DP9   | 1 fev 2009  | Mount Lemmon    | Mount Lemmon Survey | —         | MPC                           |
| 384223               | 2009 DG17  | 17 fev 2009 | Kitt Peak       | Spacewatch          | Brangane  | MPC                           |
| 384224               | 2009 DV22  | 19 fev 2009 | Kitt Peak       | Spacewatch          | —         | MPC                           |
| 384225               | 2009 DP26  | 22 fev 2009 | Calar Alto      | F. Hormuth          | —         | MPC                           |
| 384226               | 2009 DA31  | 23 fev 2009 | Cordell-Lorenz  | D. T. Durig         | —         | MPC                           |
| 384227               | 2009 DZ32  | 20 fev 2009 | Kitt Peak       | Spacewatch          | —         | MPC                           |
| 384228               | 2009 DN35  | 20 fev 2009 | Kitt Peak       | Spacewatch          | —         | MPC                           |
| 384229               | 2009 DQ40  | 17 jan 2009 | Kitt Peak       | Spacewatch          | —         | MPC                           |
| 384230               | 2009 DT47  | 28 fev 2009 | Socorro         | LINEAR              | —         | MPC                           |
| 384231               | 2009 DP531 | 16 set 2006 | Anderson Mesa   | LONEOS              | —         | MPC                           |
| 384232               | 2009 DR54  | 17 jan 2009 | Kitt Peak       | Spacewatch          | Brangane  | MPC                           |
| 384233               | 2009 DU55  | 22 fev 2009 | Kitt Peak       | Spacewatch          | —         | MPC                           |
| 384234               | 2009 DZ55  | 22 fev 2009 | Kitt Peak       | Spacewatch          | —         | MPC                           |
| 384235               | 2009 DO57  | 30 dez 2008 | Mount Lemmon    | Mount Lemmon Survey | —         | MPC                           |
| 384236               | 2009 DC58  | 19 nov 2007 | Kitt Peak       | Spacewatch          | —         | MPC                           |
| 384237               | 2009 DU63  | 20 fev 2009 | Socorro         | LINEAR              | —         | MPC                           |
| 384238               | 2009 DY66  | 24 fev 2009 | Mount Lemmon    | Mount Lemmon Survey | —         | MPC                           |
| 384239               | 2009 DM71  | 19 fev 2009 | La Sagra        | Mallorca Obs.       | Ursula    | MPC                           |
| 384240               | 2009 DH74  | 26 fev 2009 | Catalina        | CSS                 | —         | MPC                           |
| 384241               | 2009 DG76  | 21 fev 2009 | Mount Lemmon    | Mount Lemmon Survey | —         | MPC                           |
| 384242               | 2009 DN77  | 22 fev 2009 | Mount Lemmon    | Mount Lemmon Survey | —         | MPC                           |
| 384243               | 2009 DA94  | 28 fev 2009 | Mount Lemmon    | Mount Lemmon Survey | —         | MPC                           |
| 384244               | 2009 DP107 | 28 fev 2009 | Kitt Peak       | Spacewatch          | —         | MPC                           |
| 384245               | 2009 DF116 | 27 fev 2009 | Kitt Peak       | Spacewatch          | —         | MPC                           |
| 384246               | 2009 DJ123 | 24 fev 2009 | Mount Lemmon    | Mount Lemmon Survey | —         | MPC                           |
| 384247               | 2009 DW123 | 16 fev 2009 | Kitt Peak       | Spacewatch          | Juno      | MPC                           |
| 384248               | 2009 DG135 | 22 fev 2009 | Kitt Peak       | Spacewatch          | Themis    | MPC                           |
| 384249               | 2009 DH137 | 19 fev 2009 | Mount Lemmon    | Mount Lemmon Survey | Ursula    | MPC                           |
| 384250               | 2009 DZ138 | 24 fev 2009 | Kitt Peak       | Spacewatch          | —         | MPC                           |
| 384251               | 2009 DT141 | 18 jan 2009 | Mount Lemmon    | Mount Lemmon Survey | —         | MPC                           |
| 384252               | 2009 ES3   | 14 mar 2009 | La Sagra        | Mallorca Obs.       | —         | MPC                           |
| 384253               | 2009 EU14  | 15 mar 2009 | Kitt Peak       | Spacewatch          | Ursula    | MPC                           |
| 384254               | 2009 EY14  | 15 mar 2009 | Kitt Peak       | Spacewatch          | —         | MPC                           |
| 384255               | 2009 EL16  | 15 mar 2009 | Kitt Peak       | Spacewatch          | —         | MPC                           |
| 384256               | 2009 EJ18  | 15 mar 2009 | Kitt Peak       | Spacewatch          | Ursula    | MPC                           |
| 384257               | 2009 EX18  | 15 mar 2009 | Mount Lemmon    | Mount Lemmon Survey | —         | MPC                           |
| 384258               | 2009 EG20  | 15 mar 2009 | La Sagra        | Mallorca Obs.       | —         | MPC                           |
| 384259               | 2009 EB28  | 1 mar 2009  | Mount Lemmon    | Mount Lemmon Survey | —         | MPC                           |
| 384260               | 2009 EY28  | 6 mar 2009  | Siding Spring   | SSS                 | —         | MPC                           |
| 384261               | 2009 FF3   | 16 mar 2009 | La Sagra        | Mallorca Obs.       | —         | MPC                           |
| 384262               | 2009 FP25  | 22 mar 2009 | Taunus          | R. Kling, U. Zimmer | —         | MPC                           |
| 384263               | 2009 FD26  | 16 mar 2009 | Catalina        | CSS                 | —         | MPC                           |
| 384264               | 2009 FW32  | 17 mar 2009 | Catalina        | CSS                 | —         | MPC                           |
| 384265               | 2009 FJ33  | 21 mar 2009 | Catalina        | CSS                 | —         | MPC                           |
| 384266               | 2009 FO43  | 30 mar 2009 | Sierra Stars    | F. Tozzi            | —         | MPC                           |
| 384267               | 2009 FA51  | 28 mar 2009 | Catalina        | CSS                 | —         | MPC                           |
| 384268               | 2009 FM52  | 28 mar 2009 | Catalina        | CSS                 | —         | MPC                           |
| 384269               | 2009 FU74  | 18 mar 2009 | Socorro         | LINEAR              | Juno      | MPC                           |
| 384270               | 2009 HQ5   | 17 abr 2009 | Kitt Peak       | Spacewatch          | Brangane  | MPC                           |
| 384271               | 2009 HU74  | 10 set 2007 | Catalina        | CSS                 | Juno      | MPC                           |
| 384272               | 2009 HR94  | 16 dez 2004 | Catalina        | CSS                 | —         | MPC                           |
| 384273               | 2009 KK9   | 24 mai 2009 | Catalina        | CSS                 | —         | MPC                           |
| 384274               | 2009 PD2   | 15 ago 2009 | Calvin-Rehoboth | L. A. Molnar        | —         | MPC                           |
| 384275               | 2009 PO3   | 12 ago 2009 | La Sagra        | Mallorca Obs.       | —         | MPC                           |
| 384276               | 2009 PV11  | 15 ago 2009 | Kitt Peak       | Spacewatch          | —         | MPC                           |
| 384277               | 2009 QR5   | 17 ago 2009 | Altschwendt     | W. Ries             | —         | MPC                           |
| 384278               | 2009 QM8   | 17 ago 2009 | Socorro         | LINEAR              | —         | MPC                           |
| 384279               | 2009 QR10  | 15 ago 2009 | Catalina        | CSS                 | —         | MPC                           |
| 384280               | 2009 QL18  | 17 ago 2009 | Kitt Peak       | Spacewatch          | —         | MPC                           |
| 384281               | 2009 QC20  | 19 ago 2009 | La Sagra        | Mallorca Obs.       | —         | MPC                           |
| 384282 Evgeniyegorov | 2009 QU38  | 28 ago 2009 | Zelenchukskaya  | T. V. Kryachko      | Chloris   | MPC                           |
| 384283               | 2009 QC39  | 20 ago 2009 | Kitt Peak       | Spacewatch          | —         | MPC                           |
| 384284               | 2009 QE43  | 26 ago 2009 | Catalina        | CSS                 | —         | MPC                           |
| 384285               | 2009 QV47  | 28 fev 2008 | Mount Lemmon    | Mount Lemmon Survey | —         | MPC                           |
| 384286               | 2009 QJ51  | 27 ago 2009 | Kitt Peak       | Spacewatch          | Mitidika  | MPC                           |
| 384287               | 2009 RA7   | 10 set 2009 | Catalina        | CSS                 | —         | MPC                           |
| 384288               | 2009 RA14  | 12 set 2009 | Kitt Peak       | Spacewatch          | —         | MPC                           |
| 384289               | 2009 RJ14  | 12 set 2009 | Kitt Peak       | Spacewatch          | —         | MPC                           |
| 384290               | 2009 RL14  | 12 set 2009 | Kitt Peak       | Spacewatch          | —         | MPC                           |
| 384291               | 2009 RM15  | 12 set 2009 | Kitt Peak       | Spacewatch          | —         | MPC                           |
| 384292               | 2009 RU15  | 12 set 2009 | Kitt Peak       | Spacewatch          | —         | MPC                           |
| 384293               | 2009 RM25  | 15 set 2009 | Kitt Peak       | Spacewatch          | —         | MPC                           |
| 384294               | 2009 RH26  | 13 set 2009 | Socorro         | LINEAR              | —         | MPC                           |
| 384295               | 2009 RH27  | 12 set 2009 | Kitt Peak       | Spacewatch          | —         | MPC                           |
| 384296               | 2009 RM42  | 15 set 2009 | Kitt Peak       | Spacewatch          | —         | MPC                           |
| 384297               | 2009 RS44  | 15 set 2009 | Kitt Peak       | Spacewatch          | —         | MPC                           |
| 384298               | 2009 RJ55  | 15 set 2009 | Kitt Peak       | Spacewatch          | —         | MPC                           |
| 384299               | 2009 RO58  | 15 set 2009 | Kitt Peak       | Spacewatch          | —         | MPC                           |
| 384300               | 2009 SB3   | 16 set 2009 | Kitt Peak       | Spacewatch          | —         | MPC                           |

## 384301–384400
| Designação | Designação | Descoberta  | Descoberta      | Descobridor(es)      | Categoria | Mais informações / Referência |
| Permanente | Provisória | Data        | Local           | Descobridor(es)      | Categoria | Mais informações / Referência |
| ---------- | ---------- | ----------- | --------------- | -------------------- | --------- | ----------------------------- |
| 384301     | 2009 SS19  | 20 set 2009 | Calvin-Rehoboth | Calvin–Rehoboth Obs. | —         | MPC                           |
| 384302     | 2009 SV22  | 24 nov 2006 | Kitt Peak       | Spacewatch           | —         | MPC                           |
| 384303     | 2009 SM37  | 16 set 2009 | Kitt Peak       | Spacewatch           | —         | MPC                           |
| 384304     | 2009 SA39  | 16 set 2009 | Kitt Peak       | Spacewatch           | Mitidika  | MPC                           |
| 384305     | 2009 SU60  | 17 set 2009 | Kitt Peak       | Spacewatch           | —         | MPC                           |
| 384306     | 2009 SJ67  | 17 set 2009 | Kitt Peak       | Spacewatch           | —         | MPC                           |
| 384307     | 2009 SJ88  | 18 set 2009 | Kitt Peak       | Spacewatch           | —         | MPC                           |
| 384308     | 2009 SG108 | 16 set 2009 | Mount Lemmon    | Mount Lemmon Survey  | —         | MPC                           |
| 384309     | 2009 SD118 | 18 set 2009 | Kitt Peak       | Spacewatch           | —         | MPC                           |
| 384310     | 2009 SH118 | 18 set 2009 | Kitt Peak       | Spacewatch           | —         | MPC                           |
| 384311     | 2009 SB121 | 18 set 2009 | Kitt Peak       | Spacewatch           | —         | MPC                           |
| 384312     | 2009 SS130 | 18 set 2009 | Kitt Peak       | Spacewatch           | Mitidika  | MPC                           |
| 384313     | 2009 SW143 | 19 set 2009 | Kitt Peak       | Spacewatch           | —         | MPC                           |
| 384314     | 2009 SV152 | 20 set 2009 | Mount Lemmon    | Mount Lemmon Survey  | —         | MPC                           |
| 384315     | 2009 SP158 | 20 set 2009 | Kitt Peak       | Spacewatch           | —         | MPC                           |
| 384316     | 2009 SO167 | 23 set 2009 | Mount Lemmon    | Mount Lemmon Survey  | Mitidika  | MPC                           |
| 384317     | 2009 SJ202 | 22 set 2009 | Kitt Peak       | Spacewatch           | —         | MPC                           |
| 384318     | 2009 SG209 | 23 set 2009 | Kitt Peak       | Spacewatch           | Mitidika  | MPC                           |
| 384319     | 2009 SH214 | 23 set 2009 | Kitt Peak       | Spacewatch           | —         | MPC                           |
| 384320     | 2009 SW214 | 23 set 2009 | Kitt Peak       | Spacewatch           | —         | MPC                           |
| 384321     | 2009 ST223 | 27 nov 2006 | Kitt Peak       | Spacewatch           | —         | MPC                           |
| 384322     | 2009 SY224 | 25 set 2009 | Kitt Peak       | Spacewatch           | —         | MPC                           |
| 384323     | 2009 SZ239 | 17 set 2009 | Catalina        | CSS                  | —         | MPC                           |
| 384324     | 2009 SL251 | 10 jan 2003 | Kitt Peak       | Spacewatch           | —         | MPC                           |
| 384325     | 2009 SP268 | 24 set 2009 | Kitt Peak       | Spacewatch           | —         | MPC                           |
| 384326     | 2009 SM271 | 24 set 2009 | Kitt Peak       | Spacewatch           | —         | MPC                           |
| 384327     | 2009 SM289 | 25 set 2009 | Kitt Peak       | Spacewatch           | —         | MPC                           |
| 384328     | 2009 SJ302 | 16 set 2009 | Catalina        | CSS                  | —         | MPC                           |
| 384329     | 2009 SQ304 | 27 ago 2009 | Kitt Peak       | Spacewatch           | —         | MPC                           |
| 384330     | 2009 SD330 | 11 nov 1998 | Caussols        | ODAS                 | —         | MPC                           |
| 384331     | 2009 SA332 | 20 set 2009 | Mount Lemmon    | Mount Lemmon Survey  | —         | MPC                           |
| 384332     | 2009 SK337 | 27 set 2009 | Catalina        | CSS                  | —         | MPC                           |
| 384333     | 2009 SJ343 | 17 set 2009 | Kitt Peak       | Spacewatch           | —         | MPC                           |
| 384334     | 2009 SC347 | 27 set 2009 | Catalina        | CSS                  | —         | MPC                           |
| 384335     | 2009 SP350 | 26 set 2009 | Kitt Peak       | Spacewatch           | —         | MPC                           |
| 384336     | 2009 SY362 | 25 set 2009 | Kitt Peak       | Spacewatch           | —         | MPC                           |
| 384337     | 2009 TF1   | 10 out 2009 | Bisei SG Center | BATTeRS              | —         | MPC                           |
| 384338     | 2009 TR2   | 11 out 2009 | La Sagra        | Mallorca Obs.        | —         | MPC                           |
| 384339     | 2009 TM3   | 11 out 2009 | La Sagra        | Mallorca Obs.        | —         | MPC                           |
| 384340     | 2009 TE4   | 13 out 2009 | Mayhill         | A. Lowe              | —         | MPC                           |
| 384341     | 2009 TC9   | 12 out 2009 | La Sagra        | Mallorca Obs.        | —         | MPC                           |
| 384342     | 2009 TW10  | 11 out 2009 | Mount Lemmon    | Mount Lemmon Survey  | —         | MPC                           |
| 384343     | 2009 TO12  | 10 out 2009 | Dauban          | F. Kugel             | —         | MPC                           |
| 384344     | 2009 TP14  | 12 out 2009 | Mount Lemmon    | Mount Lemmon Survey  | —         | MPC                           |
| 384345     | 2009 TU26  | 28 set 2009 | Mount Lemmon    | Mount Lemmon Survey  | —         | MPC                           |
| 384346     | 2009 TO27  | 14 out 2009 | La Sagra        | Mallorca Obs.        | —         | MPC                           |
| 384347     | 2009 TO30  | 15 out 2009 | Mount Lemmon    | Mount Lemmon Survey  | —         | MPC                           |
| 384348     | 2009 TZ35  | 14 out 2009 | Catalina        | CSS                  | —         | MPC                           |
| 384349     | 2009 TT44  | 14 out 2009 | Mount Lemmon    | Mount Lemmon Survey  | —         | MPC                           |
| 384350     | 2009 UQ1   | 16 out 2009 | Socorro         | LINEAR               | —         | MPC                           |
| 384351     | 2009 UC2   | 1 out 2009  | Mount Lemmon    | Mount Lemmon Survey  | —         | MPC                           |
| 384352     | 2009 UX16  | 18 out 2009 | La Sagra        | Mallorca Obs.        | —         | MPC                           |
| 384353     | 2009 UV17  | 20 out 2009 | Mayhill         | iTelescope Obs.      | —         | MPC                           |
| 384354     | 2009 UA28  | 22 out 2009 | Catalina        | CSS                  | —         | MPC                           |
| 384355     | 2009 UW33  | 18 out 2009 | Mount Lemmon    | Mount Lemmon Survey  | —         | MPC                           |
| 384356     | 2009 UA71  | 22 out 2009 | Catalina        | CSS                  | —         | MPC                           |
| 384357     | 2009 UA72  | 23 out 2009 | Kitt Peak       | Spacewatch           | —         | MPC                           |
| 384358     | 2009 UL72  | 23 out 2009 | Mount Lemmon    | Mount Lemmon Survey  | —         | MPC                           |
| 384359     | 2009 UM74  | 21 out 2009 | Mount Lemmon    | Mount Lemmon Survey  | —         | MPC                           |
| 384360     | 2009 UV80  | 22 out 2009 | Catalina        | CSS                  | —         | MPC                           |
| 384361     | 2009 UP81  | 21 fev 2007 | Mount Lemmon    | Mount Lemmon Survey  | —         | MPC                           |
| 384362     | 2009 UV83  | 19 set 2009 | Mount Lemmon    | Mount Lemmon Survey  | —         | MPC                           |
| 384363     | 2009 US85  | 23 out 2009 | Mount Lemmon    | Mount Lemmon Survey  | Mitidika  | MPC                           |
| 384364     | 2009 UT93  | 26 out 2009 | Bisei SG Center | BATTeRS              | —         | MPC                           |
| 384365     | 2009 UR102 | 24 out 2009 | Catalina        | CSS                  | —         | MPC                           |
| 384366     | 2009 UF108 | 23 out 2009 | Kitt Peak       | Spacewatch           | —         | MPC                           |
| 384367     | 2009 UB110 | 23 out 2009 | Kitt Peak       | Spacewatch           | Mitidika  | MPC                           |
| 384368     | 2009 UX116 | 22 out 2009 | Mount Lemmon    | Mount Lemmon Survey  | —         | MPC                           |
| 384369     | 2009 UF125 | 23 dez 2006 | Mount Lemmon    | Mount Lemmon Survey  | —         | MPC                           |
| 384370     | 2009 UC131 | 16 out 2009 | Catalina        | CSS                  | —         | MPC                           |
| 384371     | 2009 UM136 | 24 out 2009 | Catalina        | CSS                  | —         | MPC                           |
| 384372     | 2009 UW138 | 25 out 2009 | Mount Lemmon    | Mount Lemmon Survey  | —         | MPC                           |
| 384373     | 2009 UL150 | 18 out 2009 | Mount Lemmon    | Mount Lemmon Survey  | —         | MPC                           |
| 384374     | 2009 UE152 | 23 out 2009 | Mount Lemmon    | Mount Lemmon Survey  | —         | MPC                           |
| 384375     | 2009 VC3   | 10 nov 2009 | Mayhill         | iTelescope Obs.      | —         | MPC                           |
| 384376     | 2009 VG3   | 9 nov 2009  | Kachina         | J. Hobart            | —         | MPC                           |
| 384377     | 2009 VR5   | 8 nov 2009  | Mount Lemmon    | Mount Lemmon Survey  | —         | MPC                           |
| 384378     | 2009 VS24  | 9 nov 2009  | La Sagra        | Mallorca Obs.        | —         | MPC                           |
| 384379     | 2009 VX26  | 8 nov 2009  | Kitt Peak       | Spacewatch           | —         | MPC                           |
| 384380     | 2009 VZ26  | 8 nov 2009  | Kitt Peak       | Spacewatch           | —         | MPC                           |
| 384381     | 2009 VQ28  | 8 nov 2009  | Mount Lemmon    | Mount Lemmon Survey  | —         | MPC                           |
| 384382     | 2009 VF38  | 8 nov 2009  | Mount Lemmon    | Mount Lemmon Survey  | Mitidika  | MPC                           |
| 384383     | 2009 VD45  | 11 nov 2009 | Socorro         | LINEAR               | —         | MPC                           |
| 384384     | 2009 VJ46  | 9 nov 2009  | Catalina        | CSS                  | —         | MPC                           |
| 384385     | 2009 VK64  | 9 mai 1996  | Kitt Peak       | Spacewatch           | —         | MPC                           |
| 384386     | 2009 VG69  | 9 nov 2009  | Mount Lemmon    | Mount Lemmon Survey  | —         | MPC                           |
| 384387     | 2009 VY70  | 9 nov 2009  | Kitt Peak       | Spacewatch           | Koronis   | MPC                           |
| 384388     | 2009 VE73  | 9 out 1999  | Kitt Peak       | Spacewatch           | —         | MPC                           |
| 384389     | 2009 VO76  | 15 nov 2009 | Mount Lemmon    | Mount Lemmon Survey  | —         | MPC                           |
| 384390     | 2009 VL77  | 9 nov 2009  | Catalina        | CSS                  | —         | MPC                           |
| 384391     | 2009 VT78  | 10 nov 2009 | Kitt Peak       | Spacewatch           | —         | MPC                           |
| 384392     | 2009 VC80  | 11 nov 2009 | Catalina        | CSS                  | —         | MPC                           |
| 384393     | 2009 VU93  | 15 nov 2009 | Catalina        | CSS                  | —         | MPC                           |
| 384394     | 2009 VR111 | 14 nov 2009 | La Sagra        | Mallorca Obs.        | —         | MPC                           |
| 384395     | 2009 VF114 | 9 nov 2009  | Mount Lemmon    | Mount Lemmon Survey  | —         | MPC                           |
| 384396     | 2009 WO1   | 28 ago 2005 | Kitt Peak       | Spacewatch           | —         | MPC                           |
| 384397     | 2009 WB27  | 11 out 2005 | Kitt Peak       | Spacewatch           | —         | MPC                           |
| 384398     | 2009 WG27  | 16 nov 2009 | Kitt Peak       | Spacewatch           | —         | MPC                           |
| 384399     | 2009 WW36  | 8 nov 2009  | Kitt Peak       | Spacewatch           | —         | MPC                           |
| 384400     | 2009 WG43  | 17 nov 2009 | Catalina        | CSS                  | —         | MPC                           |

## 384401–384500
| Designação | Designação | Descoberta  | Descoberta      | Descobridor(es)      | Categoria | Mais informações / Referência |
| Permanente | Provisória | Data        | Local           | Descobridor(es)      | Categoria | Mais informações / Referência |
| ---------- | ---------- | ----------- | --------------- | -------------------- | --------- | ----------------------------- |
| 384401     | 2009 WK43  | 17 nov 2009 | Catalina        | CSS                  | —         | MPC                           |
| 384402     | 2009 WA45  | 18 nov 2009 | Kitt Peak       | Spacewatch           | —         | MPC                           |
| 384403     | 2009 WU65  | 30 out 2005 | Mount Lemmon    | Mount Lemmon Survey  | —         | MPC                           |
| 384404     | 2009 WT70  | 11 mar 2007 | Kitt Peak       | Spacewatch           | —         | MPC                           |
| 384405     | 2009 WU70  | 18 nov 2009 | Kitt Peak       | Spacewatch           | —         | MPC                           |
| 384406     | 2009 WZ70  | 18 nov 2009 | Kitt Peak       | Spacewatch           | —         | MPC                           |
| 384407     | 2009 WF84  | 19 nov 2009 | Kitt Peak       | Spacewatch           | —         | MPC                           |
| 384408     | 2009 WH93  | 19 nov 2009 | La Sagra        | Mallorca Obs.        | —         | MPC                           |
| 384409     | 2009 WK93  | 19 nov 2009 | La Sagra        | Mallorca Obs.        | —         | MPC                           |
| 384410     | 2009 WM126 | 20 nov 2009 | Kitt Peak       | Spacewatch           | —         | MPC                           |
| 384411     | 2009 WK143 | 28 set 2009 | Kitt Peak       | Spacewatch           | —         | MPC                           |
| 384412     | 2009 WJ165 | 21 nov 2009 | Kitt Peak       | Spacewatch           | —         | MPC                           |
| 384413     | 2009 WN166 | 21 nov 2009 | Mount Lemmon    | Mount Lemmon Survey  | —         | MPC                           |
| 384414     | 2009 WZ167 | 22 nov 2009 | Kitt Peak       | Spacewatch           | —         | MPC                           |
| 384415     | 2009 WR176 | 23 nov 2009 | Kitt Peak       | Spacewatch           | —         | MPC                           |
| 384416     | 2009 WZ194 | 17 nov 2009 | Catalina        | CSS                  | —         | MPC                           |
| 384417     | 2009 WO196 | 25 nov 2009 | Catalina        | CSS                  | —         | MPC                           |
| 384418     | 2009 WQ204 | 9 nov 2009  | Kitt Peak       | Spacewatch           | —         | MPC                           |
| 384419     | 2009 WD225 | 17 nov 2009 | Mount Lemmon    | Mount Lemmon Survey  | —         | MPC                           |
| 384420     | 2009 WJ230 | 17 nov 2009 | Mount Lemmon    | Mount Lemmon Survey  | —         | MPC                           |
| 384421     | 2009 WY234 | 19 nov 2009 | Catalina        | CSS                  | —         | MPC                           |
| 384422     | 2009 WQ262 | 21 nov 2009 | Mount Lemmon    | Mount Lemmon Survey  | —         | MPC                           |
| 384423     | 2009 WE263 | 25 nov 2009 | Kitt Peak       | Spacewatch           | —         | MPC                           |
| 384424     | 2009 XX1   | 16 out 2009 | Catalina        | CSS                  | —         | MPC                           |
| 384425     | 2009 XY8   | 13 dez 2009 | Bisei SG Center | BATTeRS              | —         | MPC                           |
| 384426     | 2009 XL13  | 13 dez 2009 | Mount Lemmon    | Mount Lemmon Survey  | —         | MPC                           |
| 384427     | 2009 XM16  | 15 dez 2009 | Mount Lemmon    | Mount Lemmon Survey  | —         | MPC                           |
| 384428     | 2009 XR17  | 15 dez 2009 | Mount Lemmon    | Mount Lemmon Survey  | —         | MPC                           |
| 384429     | 2009 XY20  | 15 dez 2009 | Mount Lemmon    | Mount Lemmon Survey  | —         | MPC                           |
| 384430     | 2009 XM22  | 15 dez 2009 | Mount Lemmon    | Mount Lemmon Survey  | —         | MPC                           |
| 384431     | 2009 XX22  | 15 dez 2009 | Mount Lemmon    | Mount Lemmon Survey  | —         | MPC                           |
| 384432     | 2009 YQ2   | 10 set 2004 | Kitt Peak       | Spacewatch           | —         | MPC                           |
| 384433     | 2009 YN14  | 18 dez 2009 | Mount Lemmon    | Mount Lemmon Survey  | —         | MPC                           |
| 384434     | 2009 YS14  | 18 dez 2009 | Mount Lemmon    | Mount Lemmon Survey  | —         | MPC                           |
| 384435     | 2009 YZ20  | 27 dez 2009 | Kitt Peak       | Spacewatch           | —         | MPC                           |
| 384436     | 2009 YC23  | 20 dez 2009 | Mount Lemmon    | Mount Lemmon Survey  | —         | MPC                           |
| 384437     | 2009 YQ23  | 19 dez 2009 | Kitt Peak       | Spacewatch           | —         | MPC                           |
| 384438     | 2010 AU5   | 5 jan 2010  | Kitt Peak       | Spacewatch           | Phocaea   | MPC                           |
| 384439     | 2010 AG12  | 6 jan 2010  | Kitt Peak       | Spacewatch           | —         | MPC                           |
| 384440     | 2010 AD21  | 5 jan 2010  | Kitt Peak       | Spacewatch           | —         | MPC                           |
| 384441     | 2010 AX24  | 6 jan 2010  | Kitt Peak       | Spacewatch           | —         | MPC                           |
| 384442     | 2010 AL25  | 3 set 2008  | Kitt Peak       | Spacewatch           | —         | MPC                           |
| 384443     | 2010 AQ25  | 21 nov 2009 | Mount Lemmon    | Mount Lemmon Survey  | —         | MPC                           |
| 384444     | 2010 AV30  | 15 nov 2009 | Mount Lemmon    | Mount Lemmon Survey  | —         | MPC                           |
| 384445     | 2010 AW30  | 6 jan 2010  | Kitt Peak       | Spacewatch           | —         | MPC                           |
| 384446     | 2010 AD59  | 6 jan 2010  | Catalina        | CSS                  | —         | MPC                           |
| 384447     | 2010 AA64  | 22 ago 2004 | Kitt Peak       | Spacewatch           | —         | MPC                           |
| 384448     | 2010 AU65  | 11 jan 2010 | Kitt Peak       | Spacewatch           | —         | MPC                           |
| 384449     | 2010 AL66  | 11 jan 2010 | Kitt Peak       | Spacewatch           | —         | MPC                           |
| 384450     | 2010 AX68  | 11 out 2005 | Kitt Peak       | Spacewatch           | —         | MPC                           |
| 384451     | 2010 AC71  | 5 set 2008  | Kitt Peak       | Spacewatch           | —         | MPC                           |
| 384452     | 2010 AB73  | 13 jan 2010 | Mount Lemmon    | Mount Lemmon Survey  | —         | MPC                           |
| 384453     | 2010 AG86  | 8 jan 2010  | WISE            | WISE                 | —         | MPC                           |
| 384454     | 2010 AS99  | 12 jan 2010 | WISE            | WISE                 | —         | MPC                           |
| 384455     | 2010 AY117 | 13 jan 2010 | WISE            | WISE                 | —         | MPC                           |
| 384456     | 2010 BW1   | 7 jan 2010  | Kitt Peak       | Spacewatch           | —         | MPC                           |
| 384457     | 2010 BY1   | 8 out 2008  | Mount Lemmon    | Mount Lemmon Survey  | —         | MPC                           |
| 384458     | 2010 BM2   | 18 jan 2010 | Gnosca          | S. Sposetti          | —         | MPC                           |
| 384459     | 2010 BM4   | 24 jan 2010 | Piszkéstető     | Piszkéstető Stn.     | —         | MPC                           |
| 384460     | 2010 BC5   | 23 jan 2010 | Bisei SG Center | BATTeRS              | —         | MPC                           |
| 384461     | 2010 BS7   | 16 jan 2010 | WISE            | WISE                 | —         | MPC                           |
| 384462     | 2010 BX20  | 17 jan 2010 | WISE            | WISE                 | —         | MPC                           |
| 384463     | 2010 BM57  | 21 jan 2010 | WISE            | WISE                 | —         | MPC                           |
| 384464     | 2010 BO57  | 21 jan 2010 | WISE            | WISE                 | —         | MPC                           |
| 384465     | 2010 BQ65  | 22 jan 2010 | WISE            | WISE                 | —         | MPC                           |
| 384466     | 2010 BK71  | 23 jan 2010 | WISE            | WISE                 | —         | MPC                           |
| 384467     | 2010 BL74  | 13 jan 1996 | Kitt Peak       | Spacewatch           | —         | MPC                           |
| 384468     | 2010 BU75  | 26 set 2006 | Mount Lemmon    | Mount Lemmon Survey  | —         | MPC                           |
| 384469     | 2010 CV2   | 27 nov 2009 | Mount Lemmon    | Mount Lemmon Survey  | —         | MPC                           |
| 384470     | 2010 CO3   | 5 fev 2010  | Kitt Peak       | Spacewatch           | —         | MPC                           |
| 384471     | 2010 CU3   | 10 ago 2007 | Kitt Peak       | Spacewatch           | —         | MPC                           |
| 384472     | 2010 CY24  | 23 set 2008 | Mount Lemmon    | Mount Lemmon Survey  | —         | MPC                           |
| 384473     | 2010 CE26  | 21 set 2008 | Kitt Peak       | Spacewatch           | —         | MPC                           |
| 384474     | 2010 CX28  | 9 fev 2010  | Kitt Peak       | Spacewatch           | —         | MPC                           |
| 384475     | 2010 CT34  | 10 fev 2010 | Kitt Peak       | Spacewatch           | —         | MPC                           |
| 384476     | 2010 CY37  | 29 set 2008 | Mount Lemmon    | Mount Lemmon Survey  | —         | MPC                           |
| 384477     | 2010 CN38  | 13 fev 2010 | Catalina        | CSS                  | —         | MPC                           |
| 384478     | 2010 CF39  | 13 fev 2010 | Mount Lemmon    | Mount Lemmon Survey  | —         | MPC                           |
| 384479     | 2010 CF40  | 13 fev 2010 | Kitt Peak       | Spacewatch           | —         | MPC                           |
| 384480     | 2010 CA42  | 6 fev 2010  | Mount Lemmon    | Mount Lemmon Survey  | —         | MPC                           |
| 384481     | 2010 CR42  | 7 fev 2010  | La Sagra        | Mallorca Obs.        | —         | MPC                           |
| 384482     | 2010 CH43  | 13 fev 2010 | Mount Lemmon    | Mount Lemmon Survey  | —         | MPC                           |
| 384483     | 2010 CU44  | 15 fev 2010 | Calvin-Rehoboth | Calvin–Rehoboth Obs. | Phocaea   | MPC                           |
| 384484     | 2010 CZ56  | 13 fev 2010 | Socorro         | LINEAR               | —         | MPC                           |
| 384485     | 2010 CA57  | 13 fev 2010 | Socorro         | LINEAR               | —         | MPC                           |
| 384486     | 2010 CP59  | 21 set 2008 | Mount Lemmon    | Mount Lemmon Survey  | —         | MPC                           |
| 384487     | 2010 CW62  | 9 fev 2010  | Catalina        | CSS                  | —         | MPC                           |
| 384488     | 2010 CG65  | 9 fev 2010  | Kitt Peak       | Spacewatch           | —         | MPC                           |
| 384489     | 2010 CH65  | 9 fev 2010  | Kitt Peak       | Spacewatch           | —         | MPC                           |
| 384490     | 2010 CS65  | 9 fev 2010  | Kitt Peak       | Spacewatch           | —         | MPC                           |
| 384491     | 2010 CS66  | 10 fev 2010 | Kitt Peak       | Spacewatch           | —         | MPC                           |
| 384492     | 2010 CT74  | 13 fev 2010 | Mount Lemmon    | Mount Lemmon Survey  | —         | MPC                           |
| 384493     | 2010 CC76  | 13 fev 2010 | Kitt Peak       | Spacewatch           | —         | MPC                           |
| 384494     | 2010 CB79  | 13 fev 2010 | Catalina        | CSS                  | —         | MPC                           |
| 384495     | 2010 CQ80  | 3 fev 2000  | Kitt Peak       | Spacewatch           | —         | MPC                           |
| 384496     | 2010 CE82  | 13 fev 2010 | Kitt Peak       | Spacewatch           | —         | MPC                           |
| 384497     | 2010 CM85  | 7 out 2008  | Mount Lemmon    | Mount Lemmon Survey  | —         | MPC                           |
| 384498     | 2010 CM91  | 14 fev 2010 | Mount Lemmon    | Mount Lemmon Survey  | —         | MPC                           |
| 384499     | 2010 CV93  | 14 fev 2010 | Kitt Peak       | Spacewatch           | —         | MPC                           |
| 384500     | 2010 CL95  | 14 fev 2010 | Kitt Peak       | Spacewatch           | —         | MPC                           |

## 384501–384600
| Designação       | Designação | Descoberta  | Descoberta      | Descobridor(es)     | Categoria | Mais informações / Referência |
| Permanente       | Provisória | Data        | Local           | Descobridor(es)     | Categoria | Mais informações / Referência |
| ---------------- | ---------- | ----------- | --------------- | ------------------- | --------- | ----------------------------- |
| 384501           | 2010 CJ108 | 14 fev 2010 | Mount Lemmon    | Mount Lemmon Survey | —         | MPC                           |
| 384502           | 2010 CF109 | 24 set 2008 | Mount Lemmon    | Mount Lemmon Survey | —         | MPC                           |
| 384503           | 2010 CN109 | 14 fev 2010 | Mount Lemmon    | Mount Lemmon Survey | —         | MPC                           |
| 384504           | 2010 CR114 | 10 set 2004 | Kitt Peak       | Spacewatch          | —         | MPC                           |
| 384505           | 2010 CY117 | 15 fev 2010 | Kitt Peak       | Spacewatch          | —         | MPC                           |
| 384506           | 2010 CJ120 | 15 fev 2010 | Catalina        | CSS                 | —         | MPC                           |
| 384507           | 2010 CL120 | 15 fev 2010 | Catalina        | CSS                 | —         | MPC                           |
| 384508           | 2010 CU123 | 27 nov 2009 | Mount Lemmon    | Mount Lemmon Survey | —         | MPC                           |
| 384509           | 2010 CR138 | 15 fev 2010 | Mount Lemmon    | Mount Lemmon Survey | —         | MPC                           |
| 384510           | 2010 CS139 | 15 fev 2010 | Catalina        | CSS                 | —         | MPC                           |
| 384511           | 2010 CU143 | 9 fev 2010  | Catalina        | CSS                 | —         | MPC                           |
| 384512           | 2010 CE146 | 15 fev 2010 | Catalina        | CSS                 | —         | MPC                           |
| 384513           | 2010 CA157 | 15 fev 2010 | Mount Lemmon    | Mount Lemmon Survey | —         | MPC                           |
| 384514           | 2010 CW158 | 15 fev 2010 | Kitt Peak       | Spacewatch          | —         | MPC                           |
| 384515           | 2010 CY180 | 13 fev 2010 | Haleakalā       | Pan-STARRS          | —         | MPC                           |
| 384516           | 2010 CP182 | 14 fev 2010 | Haleakala       | Pan-STARRS          | —         | MPC                           |
| 384517           | 2010 CQ182 | 1 out 2008  | Kitt Peak       | Spacewatch          | —         | MPC                           |
| 384518           | 2010 CG218 | 7 fev 2010  | WISE            | WISE                | —         | MPC                           |
| 384519           | 2010 CA249 | 18 jul 2007 | Mount Lemmon    | Mount Lemmon Survey | —         | MPC                           |
| 384520           | 2010 DR1   | 17 fev 2010 | Socorro         | LINEAR              | —         | MPC                           |
| 384521           | 2010 DT6   | 16 fev 2010 | Kitt Peak       | Spacewatch          | —         | MPC                           |
| 384522           | 2010 DE11  | 16 fev 2010 | Mount Lemmon    | Mount Lemmon Survey | —         | MPC                           |
| 384523           | 2010 DE22  | 17 fev 2010 | WISE            | WISE                | —         | MPC                           |
| 384524           | 2010 DF22  | 17 fev 2010 | WISE            | WISE                | —         | MPC                           |
| 384525           | 2010 DB36  | 8 jan 2010  | Kitt Peak       | Spacewatch          | —         | MPC                           |
| 384526           | 2010 DC36  | 16 fev 2010 | Kitt Peak       | Spacewatch          | —         | MPC                           |
| 384527           | 2010 DD36  | 16 fev 2010 | Kitt Peak       | Spacewatch          | —         | MPC                           |
| 384528           | 2010 DV38  | 20 dez 2004 | Mount Lemmon    | Mount Lemmon Survey | —         | MPC                           |
| 384529           | 2010 DK40  | 16 fev 2010 | Kitt Peak       | Spacewatch          | —         | MPC                           |
| 384530           | 2010 DQ45  | 17 fev 2010 | Kitt Peak       | Spacewatch          | —         | MPC                           |
| 384531           | 2010 DG53  | 22 fev 2010 | WISE            | WISE                | Brangane  | MPC                           |
| 384532           | 2010 DO54  | 1 nov 2008  | Mount Lemmon    | Mount Lemmon Survey | —         | MPC                           |
| 384533 Tenerelli | 2010 DT56  | 20 fev 2010 | WISE            | WISE                | —         | MPC                           |
| 384534           | 2010 DG73  | 27 fev 2010 | WISE            | WISE                | —         | MPC                           |
| 384535           | 2010 DN76  | 17 fev 2010 | Kitt Peak       | Spacewatch          | —         | MPC                           |
| 384536           | 2010 DE77  | 27 set 2008 | Mount Lemmon    | Mount Lemmon Survey | Phocaea   | MPC                           |
| 384537           | 2010 DU77  | 16 fev 2010 | Haleakala       | Pan-STARRS          | Eos       | MPC                           |
| 384538           | 2010 EH1   | 1 mar 2010  | WISE            | WISE                | —         | MPC                           |
| 384539           | 2010 EA21  | 9 mar 2010  | Taunus          | E. Schwab, R. Kling | —         | MPC                           |
| 384540           | 2010 ED33  | 26 out 2008 | Mount Lemmon    | Mount Lemmon Survey | —         | MPC                           |
| 384541           | 2010 EU34  | 10 mar 2010 | La Sagra        | Mallorca Obs.       | —         | MPC                           |
| 384542           | 2010 EW36  | 4 mar 2010  | Kitt Peak       | Spacewatch          | —         | MPC                           |
| 384543           | 2010 EM39  | 10 mar 2010 | La Sagra        | Mallorca Obs.       | —         | MPC                           |
| 384544           | 2010 ER39  | 10 mar 2010 | La Sagra        | Mallorca Obs.       | —         | MPC                           |
| 384545           | 2010 EP75  | 13 fev 2010 | Mount Lemmon    | Mount Lemmon Survey | —         | MPC                           |
| 384546           | 2010 EZ78  | 12 mar 2010 | Mount Lemmon    | Mount Lemmon Survey | —         | MPC                           |
| 384547           | 2010 EH79  | 12 mar 2010 | Mount Lemmon    | Mount Lemmon Survey | —         | MPC                           |
| 384548           | 2010 EY110 | 12 mar 2010 | Kitt Peak       | Spacewatch          | Eos       | MPC                           |
| 384549           | 2010 EX111 | 12 mar 2010 | Kitt Peak       | Spacewatch          | —         | MPC                           |
| 384550           | 2010 ET113 | 5 mar 2010  | Catalina        | CSS                 | —         | MPC                           |
| 384551           | 2010 EP121 | 3 nov 2008  | Mount Lemmon    | Mount Lemmon Survey | —         | MPC                           |
| 384552           | 2010 EK123 | 15 mar 2010 | Kitt Peak       | Spacewatch          | —         | MPC                           |
| 384553           | 2010 ES157 | 23 nov 1995 | Kitt Peak       | Spacewatch          | Ursula    | MPC                           |
| 384554           | 2010 FH6   | 16 mar 2010 | Kitt Peak       | Spacewatch          | —         | MPC                           |
| 384555           | 2010 FO11  | 18 fev 2010 | Mount Lemmon    | Mount Lemmon Survey | —         | MPC                           |
| 384556           | 2010 FK13  | 16 mar 2010 | Purple Mountain | PMO NEO             | —         | MPC                           |
| 384557           | 2010 FL18  | 18 nov 2008 | Kitt Peak       | Spacewatch          | —         | MPC                           |
| 384558           | 2010 FF28  | 20 mar 2010 | Mount Lemmon    | Mount Lemmon Survey | —         | MPC                           |
| 384559           | 2010 FL28  | 5 mar 2006  | Kitt Peak       | Spacewatch          | —         | MPC                           |
| 384560           | 2010 FO30  | 18 mar 2010 | Kitt Peak       | Spacewatch          | Brangane  | MPC                           |
| 384561           | 2010 FH55  | 23 mar 2010 | Mount Lemmon    | Mount Lemmon Survey | —         | MPC                           |
| 384562           | 2010 FM90  | 21 mar 2010 | Kitt Peak       | Spacewatch          | —         | MPC                           |
| 384563           | 2010 FN100 | 12 mar 2010 | Mount Lemmon    | Mount Lemmon Survey | Brangane  | MPC                           |
| 384564           | 2010 GX96  | 4 abr 2010  | Kitt Peak       | Spacewatch          | —         | MPC                           |
| 384565           | 2010 GA97  | 5 abr 2010  | Kitt Peak       | Spacewatch          | —         | MPC                           |
| 384566           | 2010 GV99  | 4 abr 2010  | Kitt Peak       | Spacewatch          | —         | MPC                           |
| 384567           | 2010 GE105 | 22 set 2008 | Kitt Peak       | Spacewatch          | —         | MPC                           |
| 384568           | 2010 GL105 | 7 abr 2010  | Kitt Peak       | Spacewatch          | —         | MPC                           |
| 384569           | 2010 GA122 | 20 jan 2010 | WISE            | WISE                | —         | MPC                           |
| 384570           | 2010 GA127 | 1 fev 2010  | WISE            | WISE                | —         | MPC                           |
| 384571           | 2010 GB134 | 29 out 2003 | Anderson Mesa   | LONEOS              | —         | MPC                           |
| 384572           | 2010 GO157 | 14 jan 2010 | WISE            | WISE                | —         | MPC                           |
| 384573           | 2010 GQ171 | 15 jan 2005 | Kitt Peak       | Spacewatch          | Flora     | MPC                           |
| 384574           | 2010 GJ172 | 25 mai 1995 | Kitt Peak       | Spacewatch          | —         | MPC                           |
| 384575           | 2010 GS172 | 12 mai 2005 | Mount Lemmon    | Mount Lemmon Survey | —         | MPC                           |
| 384576           | 2010 GW173 | 22 dez 2000 | Kitt Peak       | Spacewatch          | —         | MPC                           |
| 384577           | 2010 GX173 | 18 fev 2010 | Kitt Peak       | Spacewatch          | —         | MPC                           |
| 384578           | 2010 HL14  | 8 out 2008  | Mount Lemmon    | Mount Lemmon Survey | —         | MPC                           |
| 384579           | 2010 HO15  | 19 nov 2009 | Mount Lemmon    | Mount Lemmon Survey | —         | MPC                           |
| 384580           | 2010 HU108 | 26 abr 2010 | Mount Lemmon    | Mount Lemmon Survey | —         | MPC                           |
| 384581           | 2010 HA114 | 20 mar 2010 | Catalina        | CSS                 | —         | MPC                           |
| 384582           | 2010 JS14  | 2 mai 2010  | WISE            | WISE                | —         | MPC                           |
| 384583           | 2010 JC44  | 13 fev 2010 | WISE            | WISE                | Phocaea   | MPC                           |
| 384584           | 2010 JL85  | 16 jan 2010 | WISE            | WISE                | —         | MPC                           |
| 384585           | 2010 JM110 | 6 mai 2010  | Kitt Peak       | Spacewatch          | —         | MPC                           |
| 384586           | 2010 JJ117 | 4 mai 2010  | Kitt Peak       | Spacewatch          | —         | MPC                           |
| 384587           | 2010 JJ122 | 14 fev 2010 | Mount Lemmon    | Mount Lemmon Survey | —         | MPC                           |
| 384588           | 2010 JS151 | 9 abr 2010  | Kitt Peak       | Spacewatch          | —         | MPC                           |
| 384589           | 2010 JD178 | 14 set 1998 | Kitt Peak       | Spacewatch          | —         | MPC                           |
| 384590           | 2010 KK32  | 19 mai 2010 | WISE            | WISE                | —         | MPC                           |
| 384591           | 2010 LR14  | 3 jun 2010  | Kitt Peak       | Spacewatch          | —         | MPC                           |
| 384592           | 2010 LX30  | 6 jun 2010  | WISE            | WISE                | —         | MPC                           |
| 384593           | 2010 LV87  | 19 out 2007 | Catalina        | CSS                 | —         | MPC                           |
| 384594           | 2010 LM125 | 20 mar 2010 | Siding Spring   | SSS                 | —         | MPC                           |
| 384595           | 2010 OV13  | 27 jan 2010 | WISE            | WISE                | —         | MPC                           |
| 384596           | 2010 OL17  | 17 jul 2010 | WISE            | WISE                | —         | MPC                           |
| 384597           | 2010 OE36  | 6 jun 2005  | Kitt Peak       | Spacewatch          | —         | MPC                           |
| 384598           | 2010 OY63  | 24 jul 2010 | WISE            | WISE                | —         | MPC                           |
| 384599           | 2010 OA64  | 30 jan 2010 | WISE            | WISE                | Brangane  | MPC                           |
| 384600           | 2010 OV97  | 28 jul 2010 | WISE            | WISE                | —         | MPC                           |

## 384601–384700
| Designação | Designação | Descoberta  | Descoberta    | Descobridor(es)     | Categoria | Mais informações / Referência |
| Permanente | Provisória | Data        | Local         | Descobridor(es)     | Categoria | Mais informações / Referência |
| ---------- | ---------- | ----------- | ------------- | ------------------- | --------- | ----------------------------- |
| 384601     | 2010 OW101 | 29 jan 2010 | WISE          | WISE                | —         | MPC                           |
| 384602     | 2010 RM167 | 10 set 2010 | La Sagra      | Mallorca Obs.       | Juno      | MPC                           |
| 384603     | 2010 TM20  | 1 out 2010  | Catalina      | CSS                 | —         | MPC                           |
| 384604     | 2010 TJ177 | 19 mai 2004 | Socorro       | LINEAR              | —         | MPC                           |
| 384605     | 2010 UC76  | 31 ago 2003 | Kitt Peak     | Spacewatch          | —         | MPC                           |
| 384606     | 2010 XA35  | 25 mar 2009 | Mount Lemmon  | Mount Lemmon Survey | Juno      | MPC                           |
| 384607     | 2011 AJ10  | 17 out 2003 | Kitt Peak     | Spacewatch          | —         | MPC                           |
| 384608     | 2011 AW40  | 28 nov 2000 | Kitt Peak     | Spacewatch          | —         | MPC                           |
| 384609     | 2011 BJ29  | 24 nov 2003 | Kitt Peak     | Spacewatch          | —         | MPC                           |
| 384610     | 2011 BU40  | 17 out 2003 | Kitt Peak     | Spacewatch          | —         | MPC                           |
| 384611     | 2011 BN72  | 16 set 2009 | Kitt Peak     | Spacewatch          | —         | MPC                           |
| 384612     | 2011 BQ81  | 15 nov 2006 | Kitt Peak     | Spacewatch          | —         | MPC                           |
| 384613     | 2011 BB101 | 18 out 2006 | Kitt Peak     | Spacewatch          | —         | MPC                           |
| 384614     | 2011 BP115 | 13 jan 2011 | Kitt Peak     | Spacewatch          | —         | MPC                           |
| 384615     | 2011 CC6   | 19 dez 2003 | Socorro       | LINEAR              | —         | MPC                           |
| 384616     | 2011 CH8   | 7 mar 2008  | Kitt Peak     | Spacewatch          | —         | MPC                           |
| 384617     | 2011 CG17  | 8 abr 2008  | Kitt Peak     | Spacewatch          | —         | MPC                           |
| 384618     | 2011 CM29  | 27 set 2006 | Catalina      | CSS                 | —         | MPC                           |
| 384619     | 2011 CV73  | 3 abr 2008  | Mount Lemmon  | Mount Lemmon Survey | —         | MPC                           |
| 384620     | 2011 CJ82  | 28 set 2009 | Kitt Peak     | Spacewatch          | —         | MPC                           |
| 384621     | 2011 CW87  | 18 mar 2004 | Socorro       | LINEAR              | —         | MPC                           |
| 384622     | 2011 CD90  | 22 set 2009 | Kitt Peak     | Spacewatch          | —         | MPC                           |
| 384623     | 2011 CE102 | 11 nov 2006 | Mount Lemmon  | Mount Lemmon Survey | —         | MPC                           |
| 384624     | 2011 CY106 | 28 ago 2006 | Kitt Peak     | Spacewatch          | —         | MPC                           |
| 384625     | 2011 CJ117 | 17 jun 2005 | Mount Lemmon  | Mount Lemmon Survey | —         | MPC                           |
| 384626     | 2011 CR117 | 16 jul 2001 | Anderson Mesa | LONEOS              | —         | MPC                           |
| 384627     | 2011 DE    | 10 fev 2007 | Mount Lemmon  | Mount Lemmon Survey | —         | MPC                           |
| 384628     | 2011 DA4   | 14 dez 2010 | Mount Lemmon  | Mount Lemmon Survey | —         | MPC                           |
| 384629     | 2011 DJ18  | 9 dez 2006  | Kitt Peak     | Spacewatch          | —         | MPC                           |
| 384630     | 2011 DV18  | 26 abr 2008 | Kitt Peak     | Spacewatch          | —         | MPC                           |
| 384631     | 2011 DS24  | 28 set 2009 | Mount Lemmon  | Mount Lemmon Survey | —         | MPC                           |
| 384632     | 2011 DM25  | 3 out 2003  | Kitt Peak     | Spacewatch          | —         | MPC                           |
| 384633     | 2011 DU41  | 25 fev 2011 | Catalina      | CSS                 | —         | MPC                           |
| 384634     | 2011 EL6   | 2 out 2006  | Mount Lemmon  | Mount Lemmon Survey | —         | MPC                           |
| 384635     | 2011 EP19  | 29 abr 2008 | Kitt Peak     | Spacewatch          | —         | MPC                           |
| 384636     | 2011 EB23  | 27 abr 2000 | Kitt Peak     | Spacewatch          | —         | MPC                           |
| 384637     | 2011 EZ38  | 17 set 2009 | Kitt Peak     | Spacewatch          | —         | MPC                           |
| 384638     | 2011 EU40  | 10 jun 2004 | Socorro       | LINEAR              | —         | MPC                           |
| 384639     | 2011 EY42  | 7 ago 2008  | Kitt Peak     | Spacewatch          | —         | MPC                           |
| 384640     | 2011 EM44  | 18 mar 2004 | Kitt Peak     | Spacewatch          | —         | MPC                           |
| 384641     | 2011 EF45  | 17 nov 2006 | Mount Lemmon  | Mount Lemmon Survey | —         | MPC                           |
| 384642     | 2011 ED52  | 17 nov 2009 | Mount Lemmon  | Mount Lemmon Survey | —         | MPC                           |
| 384643     | 2011 EU62  | 6 mar 2010  | WISE          | WISE                | —         | MPC                           |
| 384644     | 2011 ES69  | 13 fev 2004 | Kitt Peak     | Spacewatch          | —         | MPC                           |
| 384645     | 2011 EN71  | 11 dez 2006 | Kitt Peak     | Spacewatch          | —         | MPC                           |
| 384646     | 2011 EV76  | 9 jul 2005  | Kitt Peak     | Spacewatch          | —         | MPC                           |
| 384647     | 2011 EJ79  | 4 mar 1994  | Kitt Peak     | Spacewatch          | —         | MPC                           |
| 384648     | 2011 EA86  | 1 out 2005  | Kitt Peak     | Spacewatch          | —         | MPC                           |
| 384649     | 2011 FK2   | 13 mar 2011 | Kitt Peak     | Spacewatch          | —         | MPC                           |
| 384650     | 2011 FN3   | 5 jan 2000  | Kitt Peak     | Spacewatch          | —         | MPC                           |
| 384651     | 2011 FR3   | 16 mai 2008 | Kitt Peak     | Spacewatch          | —         | MPC                           |
| 384652     | 2011 FY6   | 15 mar 2004 | Kitt Peak     | Spacewatch          | —         | MPC                           |
| 384653     | 2011 FQ9   | 19 dez 2003 | Kitt Peak     | Spacewatch          | —         | MPC                           |
| 384654     | 2011 FD11  | 25 nov 2006 | Kitt Peak     | Spacewatch          | —         | MPC                           |
| 384655     | 2011 FG11  | 31 out 2006 | Kitt Peak     | Spacewatch          | —         | MPC                           |
| 384656     | 2011 FK13  | 9 mai 2004  | Kitt Peak     | Spacewatch          | —         | MPC                           |
| 384657     | 2011 FQ15  | 18 abr 2007 | Kitt Peak     | Spacewatch          | —         | MPC                           |
| 384658     | 2011 FB16  | 23 set 2008 | Mount Lemmon  | Mount Lemmon Survey | —         | MPC                           |
| 384659     | 2011 FN17  | 20 abr 2004 | Siding Spring | SSS                 | —         | MPC                           |
| 384660     | 2011 FF18  | 8 mar 2005  | Kitt Peak     | Spacewatch          | Ursula    | MPC                           |
| 384661     | 2011 FZ18  | 27 mar 2011 | Mount Lemmon  | Mount Lemmon Survey | —         | MPC                           |
| 384662     | 2011 FF23  | 24 out 2009 | Kitt Peak     | Spacewatch          | —         | MPC                           |
| 384663     | 2011 FP28  | 20 jul 2004 | Siding Spring | SSS                 | —         | MPC                           |
| 384664     | 2011 FD33  | 28 jan 2007 | Kitt Peak     | Spacewatch          | —         | MPC                           |
| 384665     | 2011 FP33  | 15 mar 2004 | Catalina      | CSS                 | —         | MPC                           |
| 384666     | 2011 FE35  | 4 jul 2005  | Mount Lemmon  | Mount Lemmon Survey | —         | MPC                           |
| 384667     | 2011 FU37  | 22 nov 2009 | Mount Lemmon  | Mount Lemmon Survey | —         | MPC                           |
| 384668     | 2011 FX48  | 15 mai 2004 | Socorro       | LINEAR              | —         | MPC                           |
| 384669     | 2011 FL49  | 12 dez 2006 | Kitt Peak     | Spacewatch          | —         | MPC                           |
| 384670     | 2011 FM55  | 13 mai 2004 | Kitt Peak     | Spacewatch          | —         | MPC                           |
| 384671     | 2011 FF61  | 23 fev 2007 | Kitt Peak     | Spacewatch          | —         | MPC                           |
| 384672     | 2011 FX63  | 26 set 2009 | Kitt Peak     | Spacewatch          | —         | MPC                           |
| 384673     | 2011 FN70  | 19 abr 2004 | Kitt Peak     | Spacewatch          | Mitidika  | MPC                           |
| 384674     | 2011 FX78  | 2 mar 2011  | Kitt Peak     | Spacewatch          | —         | MPC                           |
| 384675     | 2011 FT83  | 29 fev 2000 | Socorro       | LINEAR              | —         | MPC                           |
| 384676     | 2011 FC86  | 1 dez 2006  | Mount Lemmon  | Mount Lemmon Survey | —         | MPC                           |
| 384677     | 2011 FT133 | 17 set 2004 | Kitt Peak     | Spacewatch          | —         | MPC                           |
| 384678     | 2011 FM152 | 29 set 2005 | Kitt Peak     | Spacewatch          | —         | MPC                           |
| 384679     | 2011 GR3   | 24 nov 2009 | Kitt Peak     | Spacewatch          | —         | MPC                           |
| 384680     | 2011 GH11  | 3 mar 1997  | Kitt Peak     | Spacewatch          | —         | MPC                           |
| 384681     | 2011 GJ30  | 13 mai 2004 | Kitt Peak     | Spacewatch          | —         | MPC                           |
| 384682     | 2011 GX30  | 20 nov 2006 | Mount Lemmon  | Mount Lemmon Survey | —         | MPC                           |
| 384683     | 2011 GD31  | 2 set 2008  | Kitt Peak     | Spacewatch          | —         | MPC                           |
| 384684     | 2011 GO32  | 26 dez 2009 | Kitt Peak     | Spacewatch          | —         | MPC                           |
| 384685     | 2011 GV32  | 17 jan 2007 | Catalina      | CSS                 | —         | MPC                           |
| 384686     | 2011 GS35  | 27 dez 2006 | Mount Lemmon  | Mount Lemmon Survey | —         | MPC                           |
| 384687     | 2011 GX57  | 16 out 2009 | Mount Lemmon  | Mount Lemmon Survey | —         | MPC                           |
| 384688     | 2011 GF58  | 22 abr 2007 | Mount Lemmon  | Mount Lemmon Survey | —         | MPC                           |
| 384689     | 2011 GJ59  | 23 mar 2004 | Socorro       | LINEAR              | —         | MPC                           |
| 384690     | 2011 GE61  | 26 nov 2009 | Mount Lemmon  | Mount Lemmon Survey | —         | MPC                           |
| 384691     | 2011 GM74  | 28 jan 2006 | Mount Lemmon  | Mount Lemmon Survey | —         | MPC                           |
| 384692     | 2011 GN74  | 23 out 2009 | Mount Lemmon  | Mount Lemmon Survey | —         | MPC                           |
| 384693     | 2011 GN84  | 20 out 2005 | Mount Lemmon  | Mount Lemmon Survey | —         | MPC                           |
| 384694     | 2011 HR1   | 26 out 2008 | Mount Lemmon  | Mount Lemmon Survey | Phocaea   | MPC                           |
| 384695     | 2011 HG6   | 27 nov 2009 | Kitt Peak     | Spacewatch          | —         | MPC                           |
| 384696     | 2011 HN6   | 4 jan 2006  | Catalina      | CSS                 | —         | MPC                           |
| 384697     | 2011 HJ9   | 12 abr 2011 | Catalina      | CSS                 | —         | MPC                           |
| 384698     | 2011 HH11  | 12 mai 2007 | Mount Lemmon  | Mount Lemmon Survey | —         | MPC                           |
| 384699     | 2011 HQ11  | 18 mai 2010 | WISE          | WISE                | —         | MPC                           |
| 384700     | 2011 HV11  | 17 fev 2007 | Kitt Peak     | Spacewatch          | Mitidika  | MPC                           |

## 384701–384800
| Designação | Designação | Descoberta  | Descoberta    | Descobridor(es)     | Categoria | Mais informações / Referência |
| Permanente | Provisória | Data        | Local         | Descobridor(es)     | Categoria | Mais informações / Referência |
| ---------- | ---------- | ----------- | ------------- | ------------------- | --------- | ----------------------------- |
| 384701     | 2011 HL12  | 11 abr 2011 | Mount Lemmon  | Mount Lemmon Survey | —         | MPC                           |
| 384702     | 2011 HE27  | 27 jan 2000 | Kitt Peak     | Spacewatch          | —         | MPC                           |
| 384703     | 2011 HP27  | 16 mar 2004 | Kitt Peak     | Spacewatch          | —         | MPC                           |
| 384704     | 2011 HW29  | 27 out 2005 | Kitt Peak     | Spacewatch          | —         | MPC                           |
| 384705     | 2011 HQ30  | 17 jan 2007 | Kitt Peak     | Spacewatch          | —         | MPC                           |
| 384706     | 2011 HB33  | 4 nov 2004  | Kitt Peak     | Spacewatch          | —         | MPC                           |
| 384707     | 2011 HS33  | 29 set 2008 | Catalina      | CSS                 | —         | MPC                           |
| 384708     | 2011 HK41  | 20 dez 2009 | Kitt Peak     | Spacewatch          | Phocaea   | MPC                           |
| 384709     | 2011 HR41  | 13 mar 2007 | Kitt Peak     | Spacewatch          | —         | MPC                           |
| 384710     | 2011 HV44  | 29 out 2008 | Kitt Peak     | Spacewatch          | —         | MPC                           |
| 384711     | 2011 HH51  | 30 out 2008 | Catalina      | CSS                 | —         | MPC                           |
| 384712     | 2011 HM51  | 22 dez 2003 | Kitt Peak     | Spacewatch          | Brangane  | MPC                           |
| 384713     | 2011 HR55  | 8 jan 2010  | Mount Lemmon  | Mount Lemmon Survey | —         | MPC                           |
| 384714     | 2011 HF56  | 21 nov 2009 | Mount Lemmon  | Mount Lemmon Survey | —         | MPC                           |
| 384715     | 2011 HU58  | 2 fev 2006  | Mount Lemmon  | Mount Lemmon Survey | —         | MPC                           |
| 384716     | 2011 HW58  | 21 mar 2004 | Kitt Peak     | Spacewatch          | —         | MPC                           |
| 384717     | 2011 HT70  | 4 abr 2011  | Kitt Peak     | Spacewatch          | Eos       | MPC                           |
| 384718     | 2011 HL78  | 9 mar 2011  | Kitt Peak     | Spacewatch          | —         | MPC                           |
| 384719     | 2011 HU78  | 12 out 2004 | Anderson Mesa | LONEOS              | —         | MPC                           |
| 384720     | 2011 HC92  | 23 nov 2006 | Mount Lemmon  | Mount Lemmon Survey | —         | MPC                           |
| 384721     | 2011 HC101 | 1 out 2005  | Mount Lemmon  | Mount Lemmon Survey | —         | MPC                           |
| 384722     | 2011 HN102 | 4 out 2008  | Catalina      | CSS                 | —         | MPC                           |
| 384723     | 2011 JG5   | 12 abr 2011 | Catalina      | CSS                 | Phocaea   | MPC                           |
| 384724     | 2011 JU8   | 16 fev 2010 | Mount Lemmon  | Mount Lemmon Survey | —         | MPC                           |
| 384725     | 2011 JZ16  | 26 mar 2003 | Kitt Peak     | Spacewatch          | —         | MPC                           |
| 384726     | 2011 JC27  | 7 jan 2006  | Kitt Peak     | Spacewatch          | —         | MPC                           |
| 384727     | 2011 JN29  | 13 jan 1996 | Kitt Peak     | Spacewatch          | —         | MPC                           |
| 384728     | 2011 KT    | 27 fev 2006 | Kitt Peak     | Spacewatch          | —         | MPC                           |
| 384729     | 2011 KE2   | 29 out 2005 | Kitt Peak     | Spacewatch          | —         | MPC                           |
| 384730     | 2011 KR3   | 3 abr 2010  | WISE          | WISE                | —         | MPC                           |
| 384731     | 2011 KZ9   | 23 abr 2011 | Kitt Peak     | Spacewatch          | Eos       | MPC                           |
| 384732     | 2011 KN19  | 27 dez 2006 | Mount Lemmon  | Mount Lemmon Survey | —         | MPC                           |
| 384733     | 2011 KS26  | 4 mai 2011  | Siding Spring | SSS                 | —         | MPC                           |
| 384734     | 2011 KT32  | 4 nov 2004  | Catalina      | CSS                 | —         | MPC                           |
| 384735     | 2011 KZ32  | 21 dez 2008 | Kitt Peak     | Spacewatch          | —         | MPC                           |
| 384736     | 2011 KM33  | 21 fev 2007 | Mount Lemmon  | Mount Lemmon Survey | —         | MPC                           |
| 384737     | 2011 LK5   | 3 nov 2008  | Mount Lemmon  | Mount Lemmon Survey | —         | MPC                           |
| 384738     | 2011 LZ6   | 18 nov 2003 | Kitt Peak     | Spacewatch          | —         | MPC                           |
| 384739     | 2011 LU12  | 8 jan 2010  | Catalina      | CSS                 | —         | MPC                           |
| 384740     | 2011 LX12  | 9 out 1996  | Kitt Peak     | Spacewatch          | —         | MPC                           |
| 384741     | 2011 LX14  | 10 dez 2009 | Mount Lemmon  | Mount Lemmon Survey | —         | MPC                           |
| 384742     | 2011 LR26  | 25 dez 2005 | Kitt Peak     | Spacewatch          | —         | MPC                           |
| 384743     | 2011 MY4   | 11 mar 2007 | Catalina      | CSS                 | —         | MPC                           |
| 384744     | 2011 OY23  | 2 fev 2009  | Catalina      | CSS                 | —         | MPC                           |
| 384745     | 2011 OE29  | 8 jun 2011  | Mount Lemmon  | Mount Lemmon Survey | —         | MPC                           |
| 384746     | 2011 OH33  | 29 mai 2000 | Kitt Peak     | Spacewatch          | —         | MPC                           |
| 384747     | 2011 OB49  | 7 jan 2006  | Mount Lemmon  | Mount Lemmon Survey | —         | MPC                           |
| 384748     | 2011 ON56  | 6 fev 2010  | Kitt Peak     | Spacewatch          | —         | MPC                           |
| 384749     | 2011 PL4   | 16 set 2006 | Catalina      | CSS                 | —         | MPC                           |
| 384750     | 2011 QK26  | 20 set 2003 | Kitt Peak     | Spacewatch          | —         | MPC                           |
| 384751     | 2011 QW41  | 15 mar 2004 | Kitt Peak     | Spacewatch          | —         | MPC                           |
| 384752     | 2011 QD52  | 18 dez 2004 | Mount Lemmon  | Mount Lemmon Survey | —         | MPC                           |
| 384753     | 2011 QM54  | 6 abr 2010  | Catalina      | CSS                 | —         | MPC                           |
| 384754     | 2011 QD58  | 14 nov 2007 | Mount Lemmon  | Mount Lemmon Survey | —         | MPC                           |
| 384755     | 2011 QT63  | 2 fev 2001  | Kitt Peak     | Spacewatch          | —         | MPC                           |
| 384756     | 2011 QD75  | 10 jan 1997 | Kitt Peak     | Spacewatch          | —         | MPC                           |
| 384757     | 2011 SR14  | 31 out 2006 | Mount Lemmon  | Mount Lemmon Survey | —         | MPC                           |
| 384758     | 2011 ST263 | 20 mai 2004 | Kitt Peak     | Spacewatch          | —         | MPC                           |
| 384759     | 2011 WL90  | 1 dez 1994  | Kitt Peak     | Spacewatch          | —         | MPC                           |
| 384760     | 2012 FV44  | 27 jun 2004 | Siding Spring | SSS                 | —         | MPC                           |
| 384761     | 2012 HM43  | 31 dez 2007 | Kitt Peak     | Spacewatch          | —         | MPC                           |
| 384762     | 2012 HM63  | 31 dez 2007 | Kitt Peak     | Spacewatch          | —         | MPC                           |
| 384763     | 2012 JA28  | 5 mar 2010  | WISE          | WISE                | —         | MPC                           |
| 384764     | 2012 KK    | 15 jan 2001 | Kitt Peak     | Spacewatch          | —         | MPC                           |
| 384765     | 2012 KO24  | 29 jun 1998 | Kitt Peak     | Spacewatch          | —         | MPC                           |
| 384766     | 2012 KE42  | 13 out 2009 | Socorro       | LINEAR              | —         | MPC                           |
| 384767     | 2012 LN    | 13 jan 2011 | Kitt Peak     | Spacewatch          | —         | MPC                           |
| 384768     | 2012 LE6   | 17 out 2006 | Catalina      | CSS                 | —         | MPC                           |
| 384769     | 2012 LT23  | 16 dez 2004 | Socorro       | LINEAR              | —         | MPC                           |
| 384770     | 2012 ML4   | 30 jul 2008 | Mount Lemmon  | Mount Lemmon Survey | —         | MPC                           |
| 384771     | 2012 MH16  | 12 jul 2005 | Mount Lemmon  | Mount Lemmon Survey | —         | MPC                           |
| 384772     | 2012 OE    | 28 set 2008 | Catalina      | CSS                 | —         | MPC                           |
| 384773     | 2012 ON5   | 18 jan 2009 | Kitt Peak     | Spacewatch          | —         | MPC                           |
| 384774     | 2012 PF    | 2 dez 2010  | Mount Lemmon  | Mount Lemmon Survey | —         | MPC                           |
| 384775     | 2012 PV    | 23 nov 2009 | Kitt Peak     | Spacewatch          | —         | MPC                           |
| 384776     | 2012 PY1   | 25 fev 2006 | Kitt Peak     | Spacewatch          | —         | MPC                           |
| 384777     | 2012 PT2   | 20 out 2008 | Kitt Peak     | Spacewatch          | Eos       | MPC                           |
| 384778     | 2012 PM10  | 2 fev 2006  | Kitt Peak     | Spacewatch          | —         | MPC                           |
| 384779     | 2012 PP10  | 20 set 2003 | Kitt Peak     | Spacewatch          | —         | MPC                           |
| 384780     | 2012 PC12  | 14 out 2007 | Catalina      | CSS                 | —         | MPC                           |
| 384781     | 2012 PY13  | 23 set 2008 | Mount Lemmon  | Mount Lemmon Survey | —         | MPC                           |
| 384782     | 2012 PN21  | 22 dez 2003 | Kitt Peak     | Spacewatch          | —         | MPC                           |
| 384783     | 2012 PE23  | 18 set 2003 | Kitt Peak     | Spacewatch          | —         | MPC                           |
| 384784     | 2012 PL26  | 6 dez 1996  | Kitt Peak     | Spacewatch          | —         | MPC                           |
| 384785     | 2012 PG31  | 28 nov 2005 | Kitt Peak     | Spacewatch          | —         | MPC                           |
| 384786     | 2012 PB35  | 29 set 2005 | Kitt Peak     | Spacewatch          | —         | MPC                           |
| 384787     | 2012 PG37  | 15 mar 2007 | Kitt Peak     | Spacewatch          | —         | MPC                           |
| 384788     | 2012 PH37  | 25 nov 2005 | Kitt Peak     | Spacewatch          | —         | MPC                           |
| 384789     | 2012 PU43  | 21 set 2007 | Kitt Peak     | Spacewatch          | —         | MPC                           |
| 384790     | 2012 PY43  | 18 set 2003 | Kitt Peak     | Spacewatch          | —         | MPC                           |
| 384791     | 2012 QV13  | 26 mai 2006 | Mount Lemmon  | Mount Lemmon Survey | —         | MPC                           |
| 384792     | 2012 QK15  | 8 out 1993  | Kitt Peak     | Spacewatch          | —         | MPC                           |
| 384793     | 2012 QD20  | 17 fev 2004 | Kitt Peak     | Spacewatch          | —         | MPC                           |
| 384794     | 2012 QD21  | 15 nov 2007 | Mount Lemmon  | Mount Lemmon Survey | —         | MPC                           |
| 384795     | 2012 QK24  | 15 fev 2010 | Kitt Peak     | Spacewatch          | —         | MPC                           |
| 384796     | 2012 QT25  | 27 set 2003 | Kitt Peak     | Spacewatch          | —         | MPC                           |
| 384797     | 2012 QA26  | 4 mar 2005  | Mount Lemmon  | Mount Lemmon Survey | —         | MPC                           |
| 384798     | 2012 QQ27  | 20 set 2001 | Socorro       | LINEAR              | Ursula    | MPC                           |
| 384799     | 2012 QO28  | 12 set 2007 | Mount Lemmon  | Mount Lemmon Survey | —         | MPC                           |
| 384800     | 2012 QV28  | 10 fev 1996 | Kitt Peak     | Spacewatch          | —         | MPC                           |

## 384801–384900
| Designação       | Designação | Descoberta  | Descoberta    | Descobridor(es)     | Categoria | Mais informações / Referência |
| Permanente       | Provisória | Data        | Local         | Descobridor(es)     | Categoria | Mais informações / Referência |
| ---------------- | ---------- | ----------- | ------------- | ------------------- | --------- | ----------------------------- |
| 384801           | 2012 QJ30  | 3 out 2003  | Kitt Peak     | Spacewatch          | —         | MPC                           |
| 384802           | 2012 QN33  | 11 mar 2011 | Mount Lemmon  | Mount Lemmon Survey | —         | MPC                           |
| 384803           | 2012 QT33  | 20 mar 2004 | Socorro       | LINEAR              | —         | MPC                           |
| 384804           | 2012 QL34  | 23 out 2008 | Kitt Peak     | Spacewatch          | —         | MPC                           |
| 384805           | 2012 QU34  | 1 dez 2003  | Kitt Peak     | Spacewatch          | Maria     | MPC                           |
| 384806           | 2012 QD36  | 27 jan 2004 | Kitt Peak     | Spacewatch          | —         | MPC                           |
| 384807           | 2012 QL36  | 30 set 2008 | Catalina      | CSS                 | —         | MPC                           |
| 384808           | 2012 QX36  | 7 jan 2006  | Mount Lemmon  | Mount Lemmon Survey | —         | MPC                           |
| 384809           | 2012 QA41  | 10 mai 2007 | Mount Lemmon  | Mount Lemmon Survey | Phocaea   | MPC                           |
| 384810           | 2012 QW41  | 16 out 2003 | Anderson Mesa | LONEOS              | —         | MPC                           |
| 384811           | 2012 QQ44  | 20 jun 1998 | Kitt Peak     | Spacewatch          | —         | MPC                           |
| 384812           | 2012 QN50  | 19 nov 2008 | Kitt Peak     | Spacewatch          | —         | MPC                           |
| 384813           | 2012 QD51  | 14 out 1999 | Socorro       | LINEAR              | —         | MPC                           |
| 384814           | 2012 RX1   | 27 ago 1998 | Kitt Peak     | Spacewatch          | —         | MPC                           |
| 384815 Żołnowski | 2012 RC3   | 24 nov 2008 | Catalina      | CSS                 | —         | MPC                           |
| 384816           | 2012 RW3   | 2 mar 2006  | Kitt Peak     | Spacewatch          | —         | MPC                           |
| 384817           | 2012 RD5   | 18 set 1995 | Kitt Peak     | Spacewatch          | Ursula    | MPC                           |
| 384818           | 2012 RE5   | 27 ago 2001 | Anderson Mesa | LONEOS              | —         | MPC                           |
| 384819           | 2012 RE7   | 25 set 2007 | Mount Lemmon  | Mount Lemmon Survey | —         | MPC                           |
| 384820           | 2012 RR12  | 30 out 2008 | Kitt Peak     | Spacewatch          | —         | MPC                           |
| 384821           | 2012 RT12  | 4 fev 2006  | Mount Lemmon  | Mount Lemmon Survey | —         | MPC                           |
| 384822           | 2012 RJ13  | 15 jan 2008 | Mount Lemmon  | Mount Lemmon Survey | —         | MPC                           |
| 384823           | 2012 RO18  | 25 fev 2006 | Kitt Peak     | Spacewatch          | —         | MPC                           |
| 384824           | 2012 RA21  | 24 abr 2000 | Kitt Peak     | Spacewatch          | —         | MPC                           |
| 384825           | 2012 RP22  | 5 nov 2007  | Kitt Peak     | Spacewatch          | —         | MPC                           |
| 384826           | 2012 RM23  | 2 set 1995  | Kitt Peak     | Spacewatch          | Brangane  | MPC                           |
| 384827           | 2012 RV25  | 16 dez 2006 | Mount Lemmon  | Mount Lemmon Survey | —         | MPC                           |
| 384828           | 2012 RQ26  | 2 abr 2006  | Kitt Peak     | Spacewatch          | —         | MPC                           |
| 384829           | 2012 RK28  | 21 set 2004 | Anderson Mesa | LONEOS              | —         | MPC                           |
| 384830           | 2012 RX28  | 29 out 2008 | Kitt Peak     | Spacewatch          | —         | MPC                           |
| 384831           | 2012 RR30  | 5 set 2007  | Catalina      | CSS                 | Chimaera  | MPC                           |
| 384832           | 2012 RD31  | 18 nov 2003 | Kitt Peak     | Spacewatch          | —         | MPC                           |
| 384833           | 2012 RW35  | 23 set 2008 | Kitt Peak     | Spacewatch          | Phocaea   | MPC                           |
| 384834           | 2012 RR38  | 14 set 2012 | Mount Lemmon  | Mount Lemmon Survey | —         | MPC                           |
| 384835           | 2012 RG40  | 1 jun 2008  | Mount Lemmon  | Mount Lemmon Survey | Mitidika  | MPC                           |
| 384836           | 2012 RA42  | 20 nov 2003 | Socorro       | LINEAR              | —         | MPC                           |
| 384837           | 2012 SA    | 12 out 1999 | Socorro       | LINEAR              | Phocaea   | MPC                           |
| 384838           | 2012 SG    | 4 mar 2005  | Mount Lemmon  | Mount Lemmon Survey | —         | MPC                           |
| 384839           | 2012 SB1   | 9 set 2004  | Kitt Peak     | Spacewatch          | —         | MPC                           |
| 384840           | 2012 SD2   | 29 ago 2005 | Kitt Peak     | Spacewatch          | —         | MPC                           |
| 384841           | 2012 SN4   | 27 fev 2006 | Kitt Peak     | Spacewatch          | —         | MPC                           |
| 384842           | 2012 SD5   | 29 ago 2006 | Kitt Peak     | Spacewatch          | —         | MPC                           |
| 384843           | 2012 SG5   | 28 ago 2006 | Anderson Mesa | LONEOS              | —         | MPC                           |
| 384844           | 2012 SV5   | 3 set 2007  | Catalina      | CSS                 | —         | MPC                           |
| 384845           | 2012 ST7   | 20 set 1995 | Kitt Peak     | Spacewatch          | Ursula    | MPC                           |
| 384846           | 2012 SG9   | 20 set 2003 | Kitt Peak     | Spacewatch          | —         | MPC                           |
| 384847           | 2012 SK10  | 10 jan 2007 | Mount Lemmon  | Mount Lemmon Survey | —         | MPC                           |
| 384848           | 2012 SB11  | 19 jul 2007 | Mount Lemmon  | Mount Lemmon Survey | —         | MPC                           |
| 384849           | 2012 SO14  | 15 jan 2010 | Catalina      | CSS                 | —         | MPC                           |
| 384850           | 2012 SR14  | 18 set 2007 | Mount Lemmon  | Mount Lemmon Survey | —         | MPC                           |
| 384851           | 2012 SW15  | 1 out 2003  | Kitt Peak     | Spacewatch          | —         | MPC                           |
| 384852           | 2012 SU17  | 22 dez 2003 | Kitt Peak     | Spacewatch          | Maria     | MPC                           |
| 384853           | 2012 SA19  | 24 mar 1998 | Socorro       | LINEAR              | —         | MPC                           |
| 384854           | 2012 SB19  | 25 set 2007 | Mount Lemmon  | Mount Lemmon Survey | —         | MPC                           |
| 384855           | 2012 SN21  | 14 fev 2010 | Mount Lemmon  | Mount Lemmon Survey | —         | MPC                           |
| 384856           | 2012 SX22  | 20 out 2008 | Kitt Peak     | Spacewatch          | —         | MPC                           |
| 384857           | 2012 ST24  | 15 set 2004 | Kitt Peak     | Spacewatch          | Juno      | MPC                           |
| 384858           | 2012 ST27  | 22 out 2003 | Kitt Peak     | Spacewatch          | —         | MPC                           |
| 384859           | 2012 SD28  | 20 out 1995 | Kitt Peak     | Spacewatch          | —         | MPC                           |
| 384860           | 2012 SN28  | 27 jan 2007 | Kitt Peak     | Spacewatch          | —         | MPC                           |
| 384861           | 2012 SP28  | 1 out 2003  | Kitt Peak     | Spacewatch          | —         | MPC                           |
| 384862           | 2012 SL29  | 17 mar 2004 | Kitt Peak     | Spacewatch          | —         | MPC                           |
| 384863           | 2012 SP29  | 9 fev 2005  | Mount Lemmon  | Mount Lemmon Survey | —         | MPC                           |
| 384864           | 2012 SR30  | 9 out 2007  | Catalina      | CSS                 | —         | MPC                           |
| 384865           | 2012 SR31  | 18 nov 2003 | Kitt Peak     | Spacewatch          | —         | MPC                           |
| 384866           | 2012 SM33  | 5 set 2008  | Kitt Peak     | Spacewatch          | —         | MPC                           |
| 384867           | 2012 SE34  | 20 out 2003 | Kitt Peak     | Spacewatch          | —         | MPC                           |
| 384868           | 2012 SO34  | 25 out 2001 | Kitt Peak     | Spacewatch          | Ursula    | MPC                           |
| 384869           | 2012 SY37  | 10 set 2007 | Mount Lemmon  | Mount Lemmon Survey | —         | MPC                           |
| 384870           | 2012 SW40  | 9 fev 2007  | Kitt Peak     | Spacewatch          | —         | MPC                           |
| 384871           | 2012 SA41  | 30 jan 2006 | Catalina      | CSS                 | Koronis   | MPC                           |
| 384872           | 2012 SN42  | 17 out 2003 | Kitt Peak     | Spacewatch          | —         | MPC                           |
| 384873           | 2012 SP42  | 20 out 2008 | Kitt Peak     | Spacewatch          | —         | MPC                           |
| 384874           | 2012 SW42  | 19 set 2003 | Kitt Peak     | Spacewatch          | —         | MPC                           |
| 384875           | 2012 SE45  | 25 out 2008 | Catalina      | CSS                 | —         | MPC                           |
| 384876           | 2012 SO46  | 25 fev 2006 | Mount Lemmon  | Mount Lemmon Survey | —         | MPC                           |
| 384877           | 2012 SH47  | 16 out 2007 | Catalina      | CSS                 | —         | MPC                           |
| 384878           | 2012 SK49  | 20 set 2001 | Kitt Peak     | Spacewatch          | —         | MPC                           |
| 384879           | 2012 ST59  | 3 out 2003  | Kitt Peak     | Spacewatch          | —         | MPC                           |
| 384880           | 2012 SG60  | 28 jul 2008 | Siding Spring | SSS                 | —         | MPC                           |
| 384881           | 2012 SL60  | 25 out 2008 | Kitt Peak     | Spacewatch          | —         | MPC                           |
| 384882           | 2012 SP60  | 7 nov 2008  | Mount Lemmon  | Mount Lemmon Survey | —         | MPC                           |
| 384883           | 2012 SZ64  | 10 set 2007 | Kitt Peak     | Spacewatch          | —         | MPC                           |
| 384884           | 2012 SY65  | 21 set 2008 | Kitt Peak     | Spacewatch          | —         | MPC                           |
| 384885           | 2012 SC66  | 30 ago 2008 | Socorro       | LINEAR              | —         | MPC                           |
| 384886           | 2012 TN3   | 1 out 1997  | Kitt Peak     | Spacewatch          | —         | MPC                           |
| 384887           | 2012 TG6   | 3 nov 2007  | Kitt Peak     | Spacewatch          | —         | MPC                           |
| 384888           | 2012 TT8   | 22 out 2003 | Kitt Peak     | Spacewatch          | —         | MPC                           |
| 384889           | 2012 TB9   | 25 mar 2006 | Kitt Peak     | Spacewatch          | —         | MPC                           |
| 384890           | 2012 TL10  | 14 jul 1999 | Socorro       | LINEAR              | —         | MPC                           |
| 384891           | 2012 TJ16  | 13 mar 2005 | Kitt Peak     | Spacewatch          | —         | MPC                           |
| 384892           | 2012 TE18  | 20 out 2007 | Mount Lemmon  | Mount Lemmon Survey | —         | MPC                           |
| 384893           | 2012 TQ18  | 20 set 2001 | Socorro       | LINEAR              | —         | MPC                           |
| 384894           | 2012 TL21  | 20 nov 2003 | Kitt Peak     | Spacewatch          | —         | MPC                           |
| 384895           | 2012 TT26  | 29 ago 2006 | Kitt Peak     | Spacewatch          | Ursula    | MPC                           |
| 384896           | 2012 TT27  | 3 mar 1997  | Kitt Peak     | Spacewatch          | —         | MPC                           |
| 384897           | 2012 TR28  | 20 fev 2001 | Kitt Peak     | Spacewatch          | —         | MPC                           |
| 384898           | 2012 TR29  | 27 out 2008 | Mount Lemmon  | Mount Lemmon Survey | —         | MPC                           |
| 384899           | 2012 TN31  | 1 dez 2003  | Kitt Peak     | Spacewatch          | —         | MPC                           |
| 384900           | 2012 TO31  | 30 set 2003 | Kitt Peak     | Spacewatch          | —         | MPC                           |

## 384901–385000
| Designação | Designação | Descoberta  | Descoberta    | Descobridor(es)     | Categoria | Mais informações / Referência |
| Permanente | Provisória | Data        | Local         | Descobridor(es)     | Categoria | Mais informações / Referência |
| ---------- | ---------- | ----------- | ------------- | ------------------- | --------- | ----------------------------- |
| 384901     | 2012 TV31  | 22 out 2003 | Kitt Peak     | Spacewatch          | —         | MPC                           |
| 384902     | 2012 TS32  | 27 jun 2004 | Siding Spring | SSS                 | —         | MPC                           |
| 384903     | 2012 TZ32  | 19 set 1995 | Kitt Peak     | Spacewatch          | —         | MPC                           |
| 384904     | 2012 TJ34  | 9 nov 2004  | Catalina      | CSS                 | —         | MPC                           |
| 384905     | 2012 TF37  | 27 set 2008 | Mount Lemmon  | Mount Lemmon Survey | —         | MPC                           |
| 384906     | 2012 TL38  | 7 fev 2006  | Mount Lemmon  | Mount Lemmon Survey | —         | MPC                           |
| 384907     | 2012 TO39  | 24 set 2008 | Mount Lemmon  | Mount Lemmon Survey | —         | MPC                           |
| 384908     | 2012 TV39  | 20 out 2008 | Kitt Peak     | Spacewatch          | —         | MPC                           |
| 384909     | 2012 TY39  | 29 dez 2008 | Mount Lemmon  | Mount Lemmon Survey | —         | MPC                           |
| 384910     | 2012 TC44  | 18 dez 2004 | Mount Lemmon  | Mount Lemmon Survey | —         | MPC                           |
| 384911     | 2012 TM51  | 9 out 2007  | Kitt Peak     | Spacewatch          | —         | MPC                           |
| 384912     | 2012 TJ54  | 10 nov 2001 | Socorro       | LINEAR              | Brangane  | MPC                           |
| 384913     | 2012 TP55  | 8 abr 2006  | Kitt Peak     | Spacewatch          | —         | MPC                           |
| 384914     | 2012 TQ57  | 21 nov 2008 | Mount Lemmon  | Mount Lemmon Survey | —         | MPC                           |
| 384915     | 2012 TU59  | 25 mar 2006 | Kitt Peak     | Spacewatch          | —         | MPC                           |
| 384916     | 2012 TW59  | 13 out 2007 | Kitt Peak     | Spacewatch          | —         | MPC                           |
| 384917     | 2012 TZ65  | 1 nov 2007  | Catalina      | CSS                 | Brangane  | MPC                           |
| 384918     | 2012 TE66  | 6 nov 2007  | Kitt Peak     | Spacewatch          | —         | MPC                           |
| 384919     | 2012 TV71  | 1 abr 2005  | Kitt Peak     | Spacewatch          | —         | MPC                           |
| 384920     | 2012 TW71  | 12 out 2007 | Mount Lemmon  | Mount Lemmon Survey | —         | MPC                           |
| 384921     | 2012 TN73  | 24 out 2003 | Kitt Peak     | Spacewatch          | —         | MPC                           |
| 384922     | 2012 TT76  | 2 nov 2007  | Kitt Peak     | Spacewatch          | Ursula    | MPC                           |
| 384923     | 2012 TX82  | 16 nov 2001 | Kitt Peak     | Spacewatch          | —         | MPC                           |
| 384924     | 2012 TR84  | 15 jan 2005 | Kitt Peak     | Spacewatch          | —         | MPC                           |
| 384925     | 2012 TY85  | 14 dez 2001 | Socorro       | LINEAR              | —         | MPC                           |
| 384926     | 2012 TL87  | 11 abr 2005 | Mount Lemmon  | Mount Lemmon Survey | —         | MPC                           |
| 384927     | 2012 TG88  | 7 out 2007  | Mount Lemmon  | Mount Lemmon Survey | —         | MPC                           |
| 384928     | 2012 TN88  | 23 mar 2004 | Kitt Peak     | Spacewatch          | —         | MPC                           |
| 384929     | 2012 TR89  | 29 ago 2006 | Catalina      | CSS                 | Ursula    | MPC                           |
| 384930     | 2012 TW89  | 14 fev 2005 | Kitt Peak     | Spacewatch          | —         | MPC                           |
| 384931     | 2012 TW90  | 14 mar 2005 | Mount Lemmon  | Mount Lemmon Survey | —         | MPC                           |
| 384932     | 2012 TF91  | 17 mar 2007 | Kitt Peak     | Spacewatch          | —         | MPC                           |
| 384933     | 2012 TC92  | 19 nov 2003 | Kitt Peak     | Spacewatch          | —         | MPC                           |
| 384934     | 2012 TL94  | 18 set 2007 | Kitt Peak     | Spacewatch          | —         | MPC                           |
| 384935     | 2012 TD98  | 22 set 2003 | Kitt Peak     | Spacewatch          | —         | MPC                           |
| 384936     | 2012 TV101 | 17 mar 2005 | Mount Lemmon  | Mount Lemmon Survey | —         | MPC                           |
| 384937     | 2012 TG102 | 13 set 2007 | Kitt Peak     | Spacewatch          | —         | MPC                           |
| 384938     | 2012 TV102 | 21 out 2007 | Kitt Peak     | Spacewatch          | —         | MPC                           |
| 384939     | 2012 TG106 | 5 out 2004  | Kitt Peak     | Spacewatch          | Juno      | MPC                           |
| 384940     | 2012 TO106 | 16 set 2006 | Kitt Peak     | Spacewatch          | —         | MPC                           |
| 384941     | 2012 TR113 | 2 nov 2007  | Kitt Peak     | Spacewatch          | —         | MPC                           |
| 384942     | 2012 TY118 | 25 out 2008 | Kitt Peak     | Spacewatch          | —         | MPC                           |
| 384943     | 2012 TA119 | 17 out 2003 | Kitt Peak     | Spacewatch          | —         | MPC                           |
| 384944     | 2012 TQ123 | 11 set 2004 | Kitt Peak     | Spacewatch          | —         | MPC                           |
| 384945     | 2012 TA125 | 10 abr 2005 | Mount Lemmon  | Mount Lemmon Survey | —         | MPC                           |
| 384946     | 2012 TN126 | 24 out 2003 | Kitt Peak     | Spacewatch          | —         | MPC                           |
| 384947     | 2012 TA127 | 30 jan 2006 | Kitt Peak     | Spacewatch          | —         | MPC                           |
| 384948     | 2012 TU127 | 6 nov 2007  | Kitt Peak     | Spacewatch          | —         | MPC                           |
| 384949     | 2012 TM128 | 1 jan 2008  | Mount Lemmon  | Mount Lemmon Survey | —         | MPC                           |
| 384950     | 2012 TE129 | 15 dez 2001 | Socorro       | LINEAR              | Ursula    | MPC                           |
| 384951     | 2012 TO130 | 17 out 2003 | Kitt Peak     | Spacewatch          | —         | MPC                           |
| 384952     | 2012 TY130 | 26 ago 2001 | Kitt Peak     | Spacewatch          | —         | MPC                           |
| 384953     | 2012 TG133 | 12 mar 2007 | Kitt Peak     | Spacewatch          | —         | MPC                           |
| 384954     | 2012 TQ133 | 18 nov 2008 | Kitt Peak     | Spacewatch          | —         | MPC                           |
| 384955     | 2012 TZ134 | 3 jun 2011  | Mount Lemmon  | Mount Lemmon Survey | —         | MPC                           |
| 384956     | 2012 TY136 | 16 jul 1998 | Kitt Peak     | Spacewatch          | —         | MPC                           |
| 384957     | 2012 TM144 | 7 set 2007  | Socorro       | LINEAR              | —         | MPC                           |
| 384958     | 2012 TM146 | 12 set 2007 | Mount Lemmon  | Mount Lemmon Survey | —         | MPC                           |
| 384959     | 2012 TU148 | 25 set 2007 | Mount Lemmon  | Mount Lemmon Survey | —         | MPC                           |
| 384960     | 2012 TJ149 | 18 dez 2001 | Kitt Peak     | Spacewatch          | —         | MPC                           |
| 384961     | 2012 TA151 | 23 jan 2010 | WISE          | WISE                | —         | MPC                           |
| 384962     | 2012 TT151 | 24 set 2006 | Kitt Peak     | Spacewatch          | —         | MPC                           |
| 384963     | 2012 TH153 | 2 out 2003  | Kitt Peak     | Spacewatch          | —         | MPC                           |
| 384964     | 2012 TB154 | 10 out 2007 | Kitt Peak     | Spacewatch          | —         | MPC                           |
| 384965     | 2012 TE154 | 2 mar 2006  | Kitt Peak     | Spacewatch          | —         | MPC                           |
| 384966     | 2012 TQ154 | 7 out 2004  | Kitt Peak     | Spacewatch          | Pallas    | MPC                           |
| 384967     | 2012 TF155 | 14 mar 2004 | Kitt Peak     | Spacewatch          | Brangane  | MPC                           |
| 384968     | 2012 TH155 | 30 out 2007 | Mount Lemmon  | Mount Lemmon Survey | —         | MPC                           |
| 384969     | 2012 TS156 | 4 mai 2006  | Kitt Peak     | Spacewatch          | —         | MPC                           |
| 384970     | 2012 TS157 | 11 set 2007 | Kitt Peak     | Spacewatch          | —         | MPC                           |
| 384971     | 2012 TK159 | 13 set 2007 | Mount Lemmon  | Mount Lemmon Survey | —         | MPC                           |
| 384972     | 2012 TN161 | 29 out 2003 | Kitt Peak     | Spacewatch          | —         | MPC                           |
| 384973     | 2012 TL162 | 14 mar 2004 | Kitt Peak     | Spacewatch          | —         | MPC                           |
| 384974     | 2012 TE163 | 12 mar 2010 | Mount Lemmon  | Mount Lemmon Survey | —         | MPC                           |
| 384975     | 2012 TU167 | 19 jan 1996 | Kitt Peak     | Spacewatch          | —         | MPC                           |
| 384976     | 2012 TA169 | 14 mar 1999 | Kitt Peak     | Spacewatch          | Brangane  | MPC                           |
| 384977     | 2012 TH169 | 28 nov 1994 | Kitt Peak     | Spacewatch          | —         | MPC                           |
| 384978     | 2012 TK173 | 13 set 2007 | Mount Lemmon  | Mount Lemmon Survey | —         | MPC                           |
| 384979     | 2012 TZ173 | 9 fev 2005  | Mount Lemmon  | Mount Lemmon Survey | —         | MPC                           |
| 384980     | 2012 TD174 | 3 mar 2000  | Kitt Peak     | Spacewatch          | —         | MPC                           |
| 384981     | 2012 TZ178 | 3 dez 2008  | Kitt Peak     | Spacewatch          | —         | MPC                           |
| 384982     | 2012 TR182 | 22 out 2003 | Kitt Peak     | Spacewatch          | —         | MPC                           |
| 384983     | 2012 TT185 | 2 mar 2009  | Catalina      | CSS                 | —         | MPC                           |
| 384984     | 2012 TC188 | 18 nov 2007 | Kitt Peak     | Spacewatch          | —         | MPC                           |
| 384985     | 2012 TE188 | 26 mai 2006 | Mount Lemmon  | Mount Lemmon Survey | —         | MPC                           |
| 384986     | 2012 TM188 | 8 abr 2006  | Kitt Peak     | Spacewatch          | —         | MPC                           |
| 384987     | 2012 TO188 | 29 ago 2006 | Anderson Mesa | LONEOS              | —         | MPC                           |
| 384988     | 2012 TU189 | 23 ago 2007 | Kitt Peak     | Spacewatch          | —         | MPC                           |
| 384989     | 2012 TE190 | 20 nov 2001 | Socorro       | LINEAR              | —         | MPC                           |
| 384990     | 2012 TH191 | 16 jan 2010 | WISE          | WISE                | —         | MPC                           |
| 384991     | 2012 TE193 | 3 mar 2009  | Catalina      | CSS                 | —         | MPC                           |
| 384992     | 2012 TG195 | 15 mar 2004 | Kitt Peak     | Spacewatch          | —         | MPC                           |
| 384993     | 2012 TS205 | 14 out 2007 | Mount Lemmon  | Mount Lemmon Survey | —         | MPC                           |
| 384994     | 2012 TO207 | 20 out 2006 | Kitt Peak     | Spacewatch          | Brangane  | MPC                           |
| 384995     | 2012 TK208 | 30 dez 2008 | Mount Lemmon  | Mount Lemmon Survey | —         | MPC                           |
| 384996     | 2012 TW213 | 27 jan 2000 | Kitt Peak     | Spacewatch          | —         | MPC                           |
| 384997     | 2012 TG218 | 1 abr 2003  | Socorro       | LINEAR              | Mitidika  | MPC                           |
| 384998     | 2012 TJ219 | 17 set 2012 | Kitt Peak     | Spacewatch          | —         | MPC                           |
| 384999     | 2012 TT222 | 6 nov 2007  | Kitt Peak     | Spacewatch          | —         | MPC                           |
| 385000     | 2012 TW227 | 10 jun 2007 | Kitt Peak     | Spacewatch          | —         | MPC                           |